# Handball-Weltmeisterschaft der Männer 2021
Die 27. Handball-Weltmeisterschaft der Männer wurde 2021 in Ägypten ausgetragen. Veranstalter war die Internationale Handballföderation (IHF). Das Turnier war die dritte in Afrika und die zweite in Ägypten ausgetragene Handball-Weltmeisterschaft der Männer. Zum ersten Mal nahmen 32 statt zuvor 24 Nationen teil.
Weltmeister wurde die dänische Mannschaft, die ihren Titel aus dem Jahr 2019 verteidigte.

## Bewerber
Sieben Nationen äußerten zunächst Interesse an der Ausrichtung des Turniers, nämlich Ägypten, Frankreich, Ungarn, Polen, die Slowakei, Schweden und die Schweiz. Bis zum Ablauf der Angebotsphase am 15. April 2015 hatten jedoch nur drei – Ägypten, Ungarn und Polen – Dokumente eingereicht, um für die Austragung des Turniers zu bieten.

## Gastgeber
Eine Entscheidung über den Gastgeber des Turniers war für den 4. Juni 2015 geplant, die Entscheidung wurde jedoch auf den 6. November 2015 verschoben. Als Gastgeber wurde Ägypten ausgewählt.

## Spielorte
Die Spiele der WM fanden an vier Spielorten statt. Erst kurz vor Beginn der WM entschied man, dass wegen der Corona-Pandemie keine Zuschauer eingelassen wurden.
| Kai- ro |

| Neue Hauptstadt Ägyptens |

| Borg El Arab |

| Madinat as-Sadis min Uktubar |

| Kai- ro |

| Neue Hauptstadt Ägyptens |

| Borg El Arab |

| Madinat as-Sadis min Uktubar |

## Teilnehmer

### Qualifikation
An dem Turnier nahmen 32 Mannschaften teil. Automatisch qualifiziert waren Dänemark als Weltmeister 2019 sowie Ägypten als Gastgeber. Die restlichen 30 Startplätze wurden an 13 Teams aus Europa, sechs aus Afrika, vier aus Asien, vier aus Süd- und Mittelamerika, und eines aus Nordamerika und Karibik vergeben. Hinzu kamen noch zwei Mannschaften, die eine Wildcard erhielten. Für Ozeanien war ein Platz vorgesehen, falls einer seiner Vertreter unter den ersten fünf Teams der Asienmeisterschaft 2020 landet. Weil dies nicht geschah, verfiel der Platz zugunsten der zweiten Wildcard.
Am 12. Januar 2021 teilte der Weltverband IHF mit, dass sich der tschechische Handballverband aufgrund mehrerer positiver Corona-Tests entschlossen hat, die tschechische Nationalmannschaft zurückzuziehen und nicht an der Weltmeisterschaft teilzunehmen. Für sie rückte die Nationalmannschaft aus Nordmazedonien nach. Auch die Handballnationalmannschaft der Vereinigten Staaten trat wegen mehrerer positiver Tests in ihren Reihen nicht an und wurde durch die Nationalmannschaft der Schweiz ersetzt.

### Liste der Teilnehmer
Die nachfolgend aufgeführten Mannschaften nahmen an der Weltmeisterschaft 2021 teil. Die Tabelle zeigt zudem das Datum der Qualifizierung, den Kontinentalverband und die Anzahl der bisherigen Weltmeisterschaftsteilnahmen.
| Land                                    | Kontinent (Verband)             | Qualifiziert als                                 | Datum der Qualifikation | Anzahl Teilnahmen | Bisherige Teilnahmen an Weltmeisterschaften (fett = Weltmeister in dem jeweiligen Jahr)                                                              |
| --------------------------------------- | ------------------------------- | ------------------------------------------------ | ----------------------- | ----------------- | --- |
| Ägypten                                 | Afrika (CAHB)                   | Gastgeber, auch 1. der Afrikameisterschaft 2020  | 6. Nov. 2015            | 15                | 1964, 1993, 1995, 1997, 1999, 2001, 2003, 2005, 2007, 2009, 2011, 2013, 2015, 2017, 2019                                                             |
| Tunesien                                | Afrika (CAHB)                   | 2. der Afrikameisterschaft 2020                  | 20. Jan. 2020           | 14                | 1967, 1995, 1997, 1999, 2001, 2003, 2005, 2007, 2009, 2011, 2013, 2015, 2017, 2019                                                                   |
| Angola                                  | Afrika (CAHB)                   | 4. der Afrikameisterschaft 2020                  | 20. Jan. 2020           | 04                | 2005, 2007, 2017, 2019 |
| Algerien                                | Afrika (CAHB)                   | 3. der Afrikameisterschaft 2020                  | 20. Jan. 2020           | 14                | 1974, 1982, 1986, 1990, 1995, 1997, 1999, 2001, 2003, 2005, 2009, 2011, 2013, 2015                                                                   |
| Marokko                                 | Afrika (CAHB)                   | Finale CAN 5.–8. Platz 2020                      | 24. Jan. 2020           | 06                | 1995, 1997, 1999, 2001, 2003, 2007 |
| Kap Verde                               | Afrika (CAHB)                   | Finale CAN 5.–8. Platz 2020                      | 24. Jan. 2020           | 0                 | keine |
| Dänemark                                | Europa (EHF)                    | Weltmeister 2019                                 | 27. Jan. 2019           | 23                | 1938, 1954, 1958, 1961, 1964, 1967, 1970, 1974, 1978, 1982, 1986, 1993, 1995, 1999, 2003, 2005, 2007, 2009, 2011, 2013, 2015, 2017, 2019             |
| Kroatien                                | Europa (EHF)                    | Finalist der Europameisterschaft 2020            | 18. Jan. 2020           | 013 1             | 1995, 1997, 1999, 2001, 2003, 2005, 2007, 2009, 2011, 2013, 2015, 2017, 2019                                                                         |
| Spanien                                 | Europa (EHF)                    | Europameister 2020                               | 20. Jan. 2020           | 20                | 1958, 1974, 1978, 1982, 1986, 1990, 1993, 1995, 1997, 1999, 2001, 2003, 2005, 2007, 2009, 2011, 2013, 2015, 2017, 2019                               |
| Norwegen                                | Europa (EHF)                    | Halbfinalist der Europameisterschaft 2020        | 21. Jan. 2020           | 15                | 1958, 1961, 1964, 1967, 1970, 1993, 1997, 1999, 2001, 2005, 2007, 2009, 2011, 2017, 2019                                                             |
| Katar                                   | Asien (AHF)                     | Halbfinalist der Asienmeisterschaft 2020         | 21. Jan. 2020           | 07                | 2003, 2005, 2007, 2013, 2015, 2017, 2019 |
| Japan                                   | Asien (AHF)                     | Halbfinalist der Asienmeisterschaft 2020         | 23. Jan. 2020           | 14                | 1961, 1964, 1967, 1970, 1974, 1978, 1982, 1990, 1995, 1997, 2005, 2011, 2017, 2019                                                                   |
| Bahrain                                 | Asien (AHF)                     | Halbfinalist der Asienmeisterschaft 2020         | 23. Jan. 2020           | 03                | 2011, 2017, 2019 |
| Südkorea                                | Asien (AHF)                     | Halbfinalist der Asienmeisterschaft 2020         | 23. Jan. 2020           | 12                | 1993, 1995, 1997, 1999, 2001, 2003, 2005, 2007, 2009, 2011, 2013, 2019                                                                               |
| Argentinien                             | Süd- und Zentralamerika (SCAHC) | 1. der Süd- und Mittelamerika-Meisterschaft 2020 | 25. Jan. 2020           | 12                | 1997, 1999, 2001, 2003, 2005, 2007, 2009, 2011, 2013, 2015, 2017, 2019                                                                               |
| Brasilien                               | Süd- und Zentralamerika (SCAHC) | 2. der Süd- und Mittelamerika-Meisterschaft 2020 | 25. Jan. 2020           | 14                | 1958, 1995, 1997, 1999, 2001, 2003, 2005, 2007, 2009, 2011, 2013, 2015, 2017, 2019                                                                   |
| Uruguay                                 | Süd- und Zentralamerika (SCAHC) | 3. der Süd- und Mittelamerika-Meisterschaft 2020 | 25. Jan. 2020           | 0                 | keine |
| Demokratische Republik Kongo            | Afrika (CAHB)                   | 7. der Afrikameisterschaft 2020                  | 26. Jan. 2020           | 0                 | keine |
| Österreich                              | Europa (EHF)                    | Platzierung bei der Europameisterschaft 2020     | 24. Apr. 2020           | 06                | 1938, 1958, 1993, 2011, 2015, 2019 |
| Belarus                                 | Europa (EHF)                    | Platzierung bei der Europameisterschaft 2020     | 24. Apr. 2020           | 04                | 1995, 2013, 2015, 2017 |
| Frankreich                              | Europa (EHF)                    | Platzierung bei der Europameisterschaft 2020     | 24. Apr. 2020           | 22                | 1954, 1958, 1961, 1964, 1967, 1970, 1978, 1990, 1993, 1995, 1997, 1999, 2001, 2003, 2005, 2007, 2009, 2011, 2013, 2015, 2017, 2019                   |
| Deutschland                             | Europa (EHF)                    | Platzierung bei der Europameisterschaft 2020     | 24. Apr. 2020           | 25                | 1938, 1954, 1958, 1961, 1964, 1967, 1970, 1974, 1978, 1982, 1986, 1990, 1993, 1995, 1999, 2001, 2003, 2005, 2007, 2009, 2011, 2013, 2015, 2017, 2019 |
| Ungarn                                  | Europa (EHF)                    | Platzierung bei der Europameisterschaft 2020     | 24. Apr. 2020           | 20                | 1958, 1964, 1967, 1970, 1974, 1978, 1982, 1986, 1990, 1993, 1995, 1997, 1999, 2003, 2007, 2009, 2011, 2013, 2017, 2019                               |
| Island                                  | Europa (EHF)                    | Platzierung bei der Europameisterschaft 2020     | 24. Apr. 2020           | 20                | 1958, 1961, 1964, 1970, 1974, 1978, 1986, 1990, 1993, 1995, 1997, 2001, 2003, 2005, 2007, 2011, 2013, 2015, 2017, 2019                               |
| Portugal                                | Europa (EHF)                    | Platzierung bei der Europameisterschaft 2020     | 24. Apr. 2020           | 03                | 1997, 2001, 2003 |
| Slowenien                               | Europa (EHF)                    | Halbfinalist der Europameisterschaft 2020        | 24. Apr. 2020           | 08                | 1995, 2001, 2003, 2005, 2007, 2013, 2015, 2017 |
| Schweden                                | Europa (EHF)                    | Platzierung bei der Europameisterschaft 2020     | 24. Apr. 2020           | 24                | 1938, 1954, 1958, 1961, 1964, 1967, 1970, 1974, 1978, 1982, 1986, 1990, 1993, 1995, 1997, 1999, 2001, 2003, 2005, 2009, 2011, 2015, 2017, 2019       |
| Polen                                   | Europa (EHF)                    | Wildcard                                         | 9. Juli 2020            | 15                | 1958, 1967, 1970, 1974, 1978, 1982, 1986, 1990, 2003, 2007, 2009, 2011, 2013, 2015, 2017                                                             |
| Team des russischen Handballverbandes 5 | Europa (EHF)                    | Wildcard                                         | 9. Juli 2020            | 21 4              | 1964, 1967, 1970, 1974, 1978, 1982, 1986, 1990, 1993, 1995, 1997, 1999, 2001, 2003, 2005, 2007, 2009, 2013, 2015, 2017, 2019                         |
| Chile                                   | Süd- und Zentralamerika (SCHAC) | Vertreter SCHAC-Qualifikationsturnier 6          | 10. Nov. 2020           | 05                | 2011, 2013, 2015, 2017, 2019 |
| Nordmazedonien                          | Europa (EHF)                    | Nachrücker 2                                     | 12. Jan. 2021           | 06                | 1999, 2009, 2013, 2015, 2017, 2019 |
| Schweiz                                 | Europa (EHF)                    | Nachrücker 3                                     | 12. Jan. 2021           | 10                | 1954, 1961, 1964, 1967, 1970, 1982, 1986, 1990, 1993, 1995                                                                                           |

### Zurückgezogene und abgesagte Teilnahmen
Die tschechische Nationalmannschaft sowie die Handballnationalmannschaft der Vereinigten Staaten traten wegen mehrerer positiver Corona-Tests innerhalb der Kader nicht zur Weltmeisterschaft 2021 an.
| Land               | Kontinent (Verband) | Qualifiziert als                             | Datum der Qualifikation | Anzahl Teilnahmen | Bisherige Teilnahmen an Weltmeisterschaften |
| ------------------ | ------------------- | -------------------------------------------- | ----------------------- | ----------------- | ------------------------------------------- |
| Tschechien         | Europa (EHF)        | Platzierung bei der Europameisterschaft 2020 | 24. Apr. 2020           | 06                | 1995, 1997, 2001, 2005, 2007, 2015          |
| Vereinigte Staaten | Nordamerika (NCHAC) | Vertreter NCHAC-Qualifikationsturnier 6      | 2. Nov. 2020            | 06                | 1964, 1970, 1974, 1993, 1995, 2001          |

### Zurückgezogene Teams während der Weltmeisterschaft
Das über die Afrikameisterschaft qualifizierte Team der Kapverden konnte nur ein Spiel bei der Weltmeisterschaft bestreiten. Wegen einiger COVID-19-Fälle wurden die weiteren Spiele abgesagt und die Mannschaft vom Kapverdischen Verband zurückgezogen.
| Land        | Kontinent (Verband) | Qualifiziert als            | Datum der Qualifikation | Anzahl Teilnahmen | Bisherige Teilnahmen an Weltmeisterschaften (fett = Weltmeister in dem jeweiligen Jahr) |
| ----------- | ------------------- | --------------------------- | ----------------------- | ----------------- | --------------------------------------------------------------------------------------- |
| Kap Verde 7 | Afrika (CAHB)       | Finale CAN 5.–8. Platz 2020 | 24. Jan. 2020           | 0                 | keine                                                                                   |

## Gruppenauslosung
Die Auslosung der acht Gruppen zur Vorrunde der Handball-Weltmeisterschaft 2021 fand am 5. September 2020 um 20:30 Uhr auf dem Plateau der Pyramiden von Gizeh statt (um 19 Uhr wurde die Eröffnungsfeier durchgeführt). Die 32 teilnehmenden Nationen waren in vier Lostöpfe als Achtergruppe aufgeteilt.
| Lostopf 1                                                                                  | Lostopf 2                                                                             | Lostopf 3                                                                             | Lostopf 4 |
| ------------------------------------------------------------------------------------------ | ------------------------------------------------------------------------------------- | ------------------------------------------------------------------------------------- | --- |
| - Dänemark - Spanien - Kroatien - Norwegen - Slowenien - Deutschland - Portugal - Schweden | - Ägypten - Argentinien - Österreich - Ungarn - Tunesien - Algerien - Katar - Belarus | - Island - Brasilien - Uruguay - Tschechien - Frankreich - Südkorea - Japan - Bahrain | - Angola - Kap Verde - Marokko - Chile - Demokratische Republik Kongo - Polen - Vereinigte Staaten - Team des russischen Handballverbandes |

Die Reihenfolge der Auslosung wurde von der IHF am 28. August bekanntgegeben. So sollten zuerst die Nationen aus Lostopf 4 auf die acht Gruppen verteilt werden. Anschließend waren die Lostöpfe 3 und 1 dran. Lostopf 2 wurde als letzter Lostopf ausgelost, wobei hier Ägypten bestimmen durfte, in welche Gruppe es gehen möchte. Es entschied sich für die Gruppe G. Anschließend wurden die restlichen sieben Nationen den restlichen Gruppen zugelost.
Die Auslosung ergab folgende acht Gruppen mit jeweils vier Teams:
| Gruppe A Madinat as-Sadis min Uktubar        | Gruppe B Neue Hauptstadt 0               | Gruppe C Borg El Arab 0             | Gruppe D Kairo 0                                                  | Gruppe E Madinat as-Sadis min Uktubar                     | Gruppe F Neue Hauptstadt 0               | Gruppe G Kairo 0                          | Gruppe H Borg El Arab 0                                                  |
| -------------------------------------------- | ---------------------------------------- | ----------------------------------- | ----------------------------------------------------------------- | --------------------------------------------------------- | ---------------------------------------- | ----------------------------------------- | ------------------------------------------------------------------------ |
| - Deutschland - Ungarn - Uruguay - Kap Verde | - Spanien - Tunesien - Brasilien - Polen | - Kroatien - Katar - Japan - Angola | - Dänemark - Argentinien - Bahrain - Demokratische Republik Kongo | - Norwegen - Österreich - Frankreich - Vereinigte Staaten | - Portugal - Algerien - Island - Marokko | - Schweden - Ägypten - Tschechien - Chile | - Slowenien - Belarus - Südkorea - Team des russischen Handballverbandes |

Später zogen die Verbände der Vereinigten Staaten und Tschechiens ihre Teilnahme zurück und wurden durch die Teams der Schweiz und Nordmazedoniens ersetzt.

## Spielplan

### Vorrunde
Die Vorrunde begann am 13. Januar mit dem Eröffnungsspiel von Ägypten gegen Chile. Die restlichen Spiele in den Gruppen E bis H begannen am 14. Januar 2021 und die Spiele in den Gruppe A bis D am 15. Januar 2021.
Die Vorrundenspiele wurden als Punktspiele ausgetragen. Dabei bekam eine Mannschaft pro Sieg zwei Punkte und bei einem Unentschieden einen Punkt. Keine Punkte gibt es bei einer Niederlage. Bei Punktgleichheit von zwei oder mehr Mannschaften entscheiden nach Abschluss der Vorrunde folgende Kriterien über die Platzierung:
1. höhere Anzahl Punkte in den Direktbegegnungen der punktgleichen Teams;
2. bessere Tordifferenz in den Direktbegegnungen der punktgleichen Teams;
3. höhere Anzahl Tore in den Direktbegegnungen der punktgleichen Teams;
4. bessere Tordifferenz aus allen Gruppenspielen;
5. höhere Anzahl Tore aus allen Gruppenspielen;
6. das Los.

Legende

Die Uhrzeiten sind in MEZ angegeben.

#### Gruppe A
| Pl. | Land        | Sp. | S | U | N | Tore     | Diff. | Punkte |
| --- | ----------- | --- | - | - | - | -------- | ----- | ------ |
| 1.  | Ungarn      | 3   | 3 | 0 | 0 | 0107:730 | +34   | 6      |
| 2.  | Deutschland | 3   | 2 | 0 | 1 | 081:430  | +38   | 4      |
| 3.  | Uruguay     | 3   | 1 | 0 | 2 | 042:870  | −45   | 2      |
| 4.  | Kap Verde   | 3   | 0 | 0 | 3 | 027:540  | −27   | 0      |

| 15. Januar 2021 18:00 Uhr | Deutschland              | 43:14                          | Uruguay                   | Madinat as-Sadis min Uktubar, Gizeh Schiedsrichter: Grillo/Lenci |
| 15. Januar 2021 18:00 Uhr | meiste Tore: Kastening 9 | (16:4)                         | meiste Tore: Morandeira 4 | Madinat as-Sadis min Uktubar, Gizeh Schiedsrichter: Grillo/Lenci |
| 15. Januar 2021 18:00 Uhr | Strafen: 4×              | Spielbericht \| Spielstatistik | Strafen: 1× 2×            | Madinat as-Sadis min Uktubar, Gizeh Schiedsrichter: Grillo/Lenci |

| 15. Januar 2021 20:30 Uhr | Ungarn                | 34:27                          | Kap Verde             | Madinat as-Sadis min Uktubar, Gizeh Schiedsrichter: Emam/Hedaia |
| 15. Januar 2021 20:30 Uhr | meiste Tore: Ancsin 7 | (19:14)                        | meiste Tore: Semedo 6 | Madinat as-Sadis min Uktubar, Gizeh Schiedsrichter: Emam/Hedaia |
| 15. Januar 2021 20:30 Uhr | Strafen: 1× 6× 1×     | Spielbericht \| Spielstatistik | Strafen: 1× 4×        | Madinat as-Sadis min Uktubar, Gizeh Schiedsrichter: Emam/Hedaia |

| 17. Januar 2021 18:00 Uhr | Kap Verde  | 0:10 7 | Deutschland | Madinat as-Sadis min Uktubar, Gizeh |
| 17. Januar 2021 18:00 Uhr | (gewertet) |        |             | Madinat as-Sadis min Uktubar, Gizeh |
| 17. Januar 2021 18:00 Uhr |            |        |             | Madinat as-Sadis min Uktubar, Gizeh |

| 17. Januar 2021 20:30 Uhr | Ungarn               | 44:18                          | Uruguay                   | Madinat as-Sadis min Uktubar, Gizeh Schiedsrichter: Kolahdouzan/Mousavian |
| 17. Januar 2021 20:30 Uhr | meiste Tore: Máthé 8 | (16:8)                         | meiste Tore: Morandeira 4 | Madinat as-Sadis min Uktubar, Gizeh Schiedsrichter: Kolahdouzan/Mousavian |
| 17. Januar 2021 20:30 Uhr | Strafen: 2× 3×       | Spielbericht \| Spielstatistik | Strafen: 2×               | Madinat as-Sadis min Uktubar, Gizeh Schiedsrichter: Kolahdouzan/Mousavian |

| 19. Januar 2021 18:00 Uhr | Uruguay    | 10:0 7 | Kap Verde | Madinat as-Sadis min Uktubar, Gizeh |
| 19. Januar 2021 18:00 Uhr | (gewertet) |        |           | Madinat as-Sadis min Uktubar, Gizeh |
| 19. Januar 2021 18:00 Uhr |            |        |           | Madinat as-Sadis min Uktubar, Gizeh |

| 19. Januar 2021 20:30 Uhr | Deutschland             | 28:29                          | Ungarn                           | Madinat as-Sadis min Uktubar, Gizeh Schiedsrichter: Gubica/Milošević |
| 19. Januar 2021 20:30 Uhr | meiste Tore: Schiller 7 | (14:15)                        | meiste Tore: Máthé, Bánhidi je 8 | Madinat as-Sadis min Uktubar, Gizeh Schiedsrichter: Gubica/Milošević |
| 19. Januar 2021 20:30 Uhr | Strafen: 7×             | Spielbericht \| Spielstatistik | Strafen: 1× 7×                   | Madinat as-Sadis min Uktubar, Gizeh Schiedsrichter: Gubica/Milošević |

#### Gruppe B
| Pl. | Land      | Sp. | S | U | N | Tore    | Diff. | Punkte |
| --- | --------- | --- | - | - | - | ------- | ----- | ------ |
| 1.  | Spanien   | 3   | 2 | 1 | 0 | 092:850 | +7    | 5      |
| 2.  | Polen     | 3   | 2 | 0 | 1 | 089:780 | +11   | 4      |
| 3.  | Brasilien | 3   | 0 | 2 | 1 | 084:940 | −10   | 2      |
| 4.  | Tunesien  | 3   | 0 | 1 | 2 | 090:980 | −8    | 1      |

| 15. Januar 2021 18:00 Uhr | Spanien                                     | 29:29                          | Brasilien                         | Neue Hauptstadt Ägyptens, Kairo Schiedsrichter: Pavićević/Ražnatović |
| 15. Januar 2021 18:00 Uhr | meiste Tore: Fernández, Solé, Cañellas je 4 | (16:13)                        | meiste Tore: Moraes, Langaro je 6 | Neue Hauptstadt Ägyptens, Kairo Schiedsrichter: Pavićević/Ražnatović |
| 15. Januar 2021 18:00 Uhr | Strafen: 4×                                 | Spielbericht \| Spielstatistik | Strafen: 1× 6×                    | Neue Hauptstadt Ägyptens, Kairo Schiedsrichter: Pavićević/Ražnatović |

| 15. Januar 2021 20:30 Uhr | Tunesien             | 28:30                          | Polen                  | Neue Hauptstadt Ägyptens, Kairo Schiedsrichter: Načevski/Nikolov |
| 15. Januar 2021 20:30 Uhr | meiste Tore: Sanai 9 | (17:17)                        | meiste Tore: Moryto 11 | Neue Hauptstadt Ägyptens, Kairo Schiedsrichter: Načevski/Nikolov |
| 15. Januar 2021 20:30 Uhr | Strafen: 2× 5×       | Spielbericht \| Spielstatistik | Strafen: 2× 6×         | Neue Hauptstadt Ägyptens, Kairo Schiedsrichter: Načevski/Nikolov |

| 17. Januar 2021 18:00 Uhr | Tunesien               | 32:32                          | Brasilien                            | Neue Hauptstadt Ägyptens, Kairo Schiedsrichter: Hansen/Madsen |
| 17. Januar 2021 18:00 Uhr | meiste Tore: Darmoul 9 | (20:16)                        | meiste Tore: Lângaro, Hackbarth je 6 | Neue Hauptstadt Ägyptens, Kairo Schiedsrichter: Hansen/Madsen |
| 17. Januar 2021 18:00 Uhr | Strafen: 2× 6×         | Spielbericht \| Spielstatistik | Strafen: 4×                          | Neue Hauptstadt Ägyptens, Kairo Schiedsrichter: Hansen/Madsen |

| 17. Januar 2021 20:30 Uhr | Polen                | 26:27                          | Spanien                                                | Neue Hauptstadt Ägyptens, Kairo Schiedsrichter: Horáček/Nowotný |
| 17. Januar 2021 20:30 Uhr | meiste Tore: Sićko 6 | (11:14)                        | meiste Tore: Fernández, Entrerríos, D. Dujshebaev je 5 | Neue Hauptstadt Ägyptens, Kairo Schiedsrichter: Horáček/Nowotný |
| 17. Januar 2021 20:30 Uhr | Strafen: 1× 6×       | Spielbericht \| Spielstatistik | Strafen: 1× 2×                                         | Neue Hauptstadt Ägyptens, Kairo Schiedsrichter: Horáček/Nowotný |

| 19. Januar 2021 18:00 Uhr | Spanien                   | 36:30                          | Tunesien               | Neue Hauptstadt Ägyptens, Kairo Schiedsrichter: Hansen/Madsen |
| 19. Januar 2021 18:00 Uhr | meiste Tore: Fernández 10 | (17:14)                        | meiste Tore: Darmoul 8 | Neue Hauptstadt Ägyptens, Kairo Schiedsrichter: Hansen/Madsen |
| 19. Januar 2021 18:00 Uhr | Strafen: 5×               | Spielbericht \| Spielstatistik | Strafen: 1× 3×         | Neue Hauptstadt Ägyptens, Kairo Schiedsrichter: Hansen/Madsen |

| 19. Januar 2021 20:30 Uhr | Brasilien              | 23:33                          | Polen                           | Neue Hauptstadt Ägyptens, Kairo Schiedsrichter: Pavićević/Ražnatović |
| 19. Januar 2021 20:30 Uhr | meiste Tore: Lângaro 4 | (11:13)                        | meiste Tore: Sićko, Moryto je 6 | Neue Hauptstadt Ägyptens, Kairo Schiedsrichter: Pavićević/Ražnatović |
| 19. Januar 2021 20:30 Uhr | Strafen: 1× 4×         | Spielbericht \| Spielstatistik | Strafen: 1× 4×                  | Neue Hauptstadt Ägyptens, Kairo Schiedsrichter: Pavićević/Ražnatović |

#### Gruppe C
| Pl. | Land     | Sp. | S | U | N | Tore    | Diff. | Punkte |
| --- | -------- | --- | - | - | - | ------- | ----- | ------ |
| 1.  | Kroatien | 3   | 2 | 1 | 0 | 083:730 | +10   | 5      |
| 2.  | Katar    | 3   | 2 | 0 | 1 | 085:800 | +5    | 4      |
| 3.  | Japan    | 3   | 1 | 1 | 1 | 088:890 | −1    | 3      |
| 4.  | Angola   | 3   | 0 | 0 | 3 | 074:880 | −14   | 0      |

| 15. Januar 2021 15:30 Uhr | Katar                 | 30:25                          | Angola                 | Borg El Arab, Alexandria Schiedsrichter: Fonseca/Santos |
| 15. Januar 2021 15:30 Uhr | meiste Tore: Madadi 8 | (14:13)                        | meiste Tore: Pestana 6 | Borg El Arab, Alexandria Schiedsrichter: Fonseca/Santos |
| 15. Januar 2021 15:30 Uhr | Strafen: 1× 6×        | Spielbericht \| Spielstatistik | Strafen: 4×            | Borg El Arab, Alexandria Schiedsrichter: Fonseca/Santos |

| 15. Januar 2021 18:00 Uhr | Kroatien             | 29:29                          | Japan                            | Borg El Arab, Alexandria Schiedsrichter: Krichen/Makhlouf |
| 15. Januar 2021 18:00 Uhr | meiste Tore: Marić 7 | (14:17)                        | meiste Tore: Agarie, R. Tokuda 5 | Borg El Arab, Alexandria Schiedsrichter: Krichen/Makhlouf |
| 15. Januar 2021 18:00 Uhr | Strafen: 2× 3×       | Spielbericht \| Spielstatistik | Strafen: 2× 3×                   | Borg El Arab, Alexandria Schiedsrichter: Krichen/Makhlouf |

| 17. Januar 2021 15:30 Uhr | Katar                 | 31:29                          | Japan              | Borg El Arab, Alexandria Schiedsrichter: Raluy/Sabroso |
| 17. Januar 2021 15:30 Uhr | meiste Tore: Marzo 11 | (15:16)                        | meiste Tore: Doi 7 | Borg El Arab, Alexandria Schiedsrichter: Raluy/Sabroso |
| 17. Januar 2021 15:30 Uhr | Strafen: 3×           | Spielbericht \| Spielstatistik | Strafen: 2× 3×     | Borg El Arab, Alexandria Schiedsrichter: Raluy/Sabroso |

| 17. Januar 2021 18:00 Uhr | Angola                  | 20:28                          | Kroatien             | Borg El Arab, Alexandria Schiedsrichter: Belkhiri/Hamidi |
| 17. Januar 2021 18:00 Uhr | meiste Tore: Ferreira 4 | (11:12)                        | meiste Tore: Čupić 6 | Borg El Arab, Alexandria Schiedsrichter: Belkhiri/Hamidi |
| 17. Januar 2021 18:00 Uhr | Strafen: 6× 2×          | Spielbericht \| Spielstatistik | Strafen: 3× 6×       | Borg El Arab, Alexandria Schiedsrichter: Belkhiri/Hamidi |

| 19. Januar 2021 15:30 Uhr | Japan                   | 30:29                          | Angola              | Borg El Arab, Alexandria Schiedsrichter: Krichen/Makhlouf |
| 19. Januar 2021 15:30 Uhr | meiste Tore: Watanabe 7 | (16:12)                        | meiste Tore: Tati 6 | Borg El Arab, Alexandria Schiedsrichter: Krichen/Makhlouf |
| 19. Januar 2021 15:30 Uhr | Strafen: 1×             | Spielbericht \| Spielstatistik | Strafen: 5×         | Borg El Arab, Alexandria Schiedsrichter: Krichen/Makhlouf |

| 19. Januar 2021 18:00 Uhr | Kroatien              | 26:24                          | Katar                | Borg El Arab, Alexandria Schiedsrichter: Načevski/Nikolov |
| 19. Januar 2021 18:00 Uhr | meiste Tore: Štrlek 6 | (13:11)                        | meiste Tore: Marzo 7 | Borg El Arab, Alexandria Schiedsrichter: Načevski/Nikolov |
| 19. Januar 2021 18:00 Uhr | Strafen: 2× 4×        | Spielbericht \| Spielstatistik | Strafen: 1× 2×       | Borg El Arab, Alexandria Schiedsrichter: Načevski/Nikolov |

#### Gruppe D
| Pl. | Land                         | Sp. | S | U | N | Tore     | Diff. | Punkte |
| --- | ---------------------------- | --- | - | - | - | -------- | ----- | ------ |
| 1.  | Dänemark                     | 3   | 3 | 0 | 0 | 0104:590 | +45   | 6      |
| 2.  | Argentinien                  | 3   | 2 | 0 | 1 | 072:740  | −2    | 4      |
| 3.  | Bahrain                      | 3   | 1 | 0 | 2 | 075:850  | −10   | 2      |
| 4.  | Demokratische Republik Kongo | 3   | 0 | 0 | 3 | 068:1010 | −33   | 0      |

| 15. Januar 2021 18:00 Uhr | Argentinien                                     | 28:22                          | Demokratische Republik Kongo | Cairo Stadium Indoor Halls Complex, Kairo Schiedsrichter: C. Bonaventura/J. Bonaventura |
| 15. Januar 2021 18:00 Uhr | meiste Tore: Pizarro, Simonet, R. Martínez je 5 | (13:14)                        | meiste Tore: Kiangebeni 7    | Cairo Stadium Indoor Halls Complex, Kairo Schiedsrichter: C. Bonaventura/J. Bonaventura |
| 15. Januar 2021 18:00 Uhr | Strafen: 1× 4×                                  | Spielbericht \| Spielstatistik | Strafen: 2×                  | Cairo Stadium Indoor Halls Complex, Kairo Schiedsrichter: C. Bonaventura/J. Bonaventura |

| 15. Januar 2021 20:30 Uhr | Dänemark               | 34:20                          | Bahrain              | Cairo Stadium Indoor Halls Complex, Kairo Schiedsrichter: Brunner/Salah |
| 15. Januar 2021 20:30 Uhr | meiste Tore: Gidsel 10 | (19:10)                        | meiste Tore: Ahmed 8 | Cairo Stadium Indoor Halls Complex, Kairo Schiedsrichter: Brunner/Salah |
| 15. Januar 2021 20:30 Uhr | Strafen: 5×            | Spielbericht \| Spielstatistik | Strafen: 1× 4×       | Cairo Stadium Indoor Halls Complex, Kairo Schiedsrichter: Brunner/Salah |

| 17. Januar 2021 18:00 Uhr | Argentinien            | 24:21                          | Bahrain              | Cairo Stadium Indoor Halls Complex, Kairo Schiedsrichter: Schulze/Tönnies |
| 17. Januar 2021 18:00 Uhr | meiste Tore: Pizarro 6 | (12:10)                        | meiste Tore: Ahmed 5 | Cairo Stadium Indoor Halls Complex, Kairo Schiedsrichter: Schulze/Tönnies |
| 17. Januar 2021 18:00 Uhr | Strafen: 1×            | Spielbericht \| Spielstatistik | Strafen: 3× 6×       | Cairo Stadium Indoor Halls Complex, Kairo Schiedsrichter: Schulze/Tönnies |

| 17. Januar 2021 20:30 Uhr | Demokratische Republik Kongo     | 19:39                          | Dänemark                 | Cairo Stadium Indoor Halls Complex, Kairo Schiedsrichter: Brunner/Salah |
| 17. Januar 2021 20:30 Uhr | meiste Tore: Bouity, Mvumbi je 4 | (10:23)                        | meiste Tore: J. Hansen 8 | Cairo Stadium Indoor Halls Complex, Kairo Schiedsrichter: Brunner/Salah |
| 17. Januar 2021 20:30 Uhr | Strafen: 1× 3×                   | Spielbericht \| Spielstatistik | Strafen: 1×              | Cairo Stadium Indoor Halls Complex, Kairo Schiedsrichter: Brunner/Salah |

| 19. Januar 2021 18:00 Uhr | Bahrain                  | 34:27                          | Demokratische Republik Kongo | Cairo Stadium Indoor Halls Complex, Kairo Schiedsrichter: Jørum/Kleven |
| 19. Januar 2021 18:00 Uhr | meiste Tore: al-Sayyad 9 | (14:12)                        | meiste Tore: Kiangebeni 6    | Cairo Stadium Indoor Halls Complex, Kairo Schiedsrichter: Jørum/Kleven |
| 19. Januar 2021 18:00 Uhr | Strafen: 1× 7×           | Spielbericht \| Spielstatistik | Strafen: 1× 4×               | Cairo Stadium Indoor Halls Complex, Kairo Schiedsrichter: Jørum/Kleven |

| 19. Januar 2021 20:30 Uhr | Dänemark                 | 31:20                          | Argentinien                | Cairo Stadium Indoor Halls Complex, Kairo Schiedsrichter: C. Bonaventura/J. Bonaventura |
| 19. Januar 2021 20:30 Uhr | meiste Tore: M. Hansen 7 | (15:10)                        | meiste Tore: P. Martínez 6 | Cairo Stadium Indoor Halls Complex, Kairo Schiedsrichter: C. Bonaventura/J. Bonaventura |
| 19. Januar 2021 20:30 Uhr | Strafen: 1× 3×           | Spielbericht \| Spielstatistik | Strafen: 3× 6× 1×          | Cairo Stadium Indoor Halls Complex, Kairo Schiedsrichter: C. Bonaventura/J. Bonaventura |

#### Gruppe E
| Pl. | Land       | Sp. | S | U | N | Tore     | Diff. | Punkte |
| --- | ---------- | --- | - | - | - | -------- | ----- | ------ |
| 1.  | Frankreich | 3   | 3 | 0 | 0 | 088:760  | +12   | 6      |
| 2.  | Norwegen   | 3   | 2 | 0 | 1 | 093:820  | +11   | 4      |
| 3.  | Schweiz    | 3   | 1 | 0 | 2 | 077:810  | −4    | 2      |
| 4.  | Österreich | 3   | 0 | 0 | 3 | 082:1010 | −19   | 0      |

| 14. Januar 2021 18:00 Uhr | Österreich           | 25:28                          | Schweiz               | Madinat as-Sadis min Uktubar, Gizeh Schiedsrichter: Kolahdouzan/Mousavian |
| 14. Januar 2021 18:00 Uhr | meiste Tore: Weber 7 | (13:13)                        | meiste Tore: Schmid 7 | Madinat as-Sadis min Uktubar, Gizeh Schiedsrichter: Kolahdouzan/Mousavian |
| 14. Januar 2021 18:00 Uhr | Strafen: 1× 7× 1×    | Spielbericht \| Spielstatistik | Strafen: 1× 4×        | Madinat as-Sadis min Uktubar, Gizeh Schiedsrichter: Kolahdouzan/Mousavian |

| 14. Januar 2021 20:30 Uhr | Norwegen                | 24:28                          | Frankreich          | Madinat as-Sadis min Uktubar, Gizeh Schiedsrichter: García/Marín |
| 14. Januar 2021 20:30 Uhr | meiste Tore: Sagosen 10 | (13:13)                        | meiste Tore: Mahé 9 | Madinat as-Sadis min Uktubar, Gizeh Schiedsrichter: García/Marín |
| 14. Januar 2021 20:30 Uhr | Strafen: 5×             | Spielbericht \| Spielstatistik | Strafen: 2× 5×      | Madinat as-Sadis min Uktubar, Gizeh Schiedsrichter: García/Marín |

| 16. Januar 2021 18:00 Uhr | Österreich            | 28:35                          | Frankreich                                 | Madinat as-Sadis min Uktubar, Gizeh Schiedsrichter: Grillo/Lenci |
| 16. Januar 2021 18:00 Uhr | meiste Tore: Wagner 7 | (13:17)                        | meiste Tore: Guigou, Fabregas, Descat je 4 | Madinat as-Sadis min Uktubar, Gizeh Schiedsrichter: Grillo/Lenci |
| 16. Januar 2021 18:00 Uhr | Strafen: 3×           | Spielbericht \| Spielstatistik | Strafen: 1× 4×                             | Madinat as-Sadis min Uktubar, Gizeh Schiedsrichter: Grillo/Lenci |

| 16. Januar 2021 20:30 Uhr | Schweiz                           | 25:31                          | Norwegen                | Madinat as-Sadis min Uktubar, Gizeh Schiedsrichter: Gubica/Milošević |
| 16. Januar 2021 20:30 Uhr | meiste Tore: Lier, Milosevic je 7 | (13:17)                        | meiste Tore: Sagosen 11 | Madinat as-Sadis min Uktubar, Gizeh Schiedsrichter: Gubica/Milošević |
| 16. Januar 2021 20:30 Uhr | Strafen: 1× 6×                    | Spielbericht \| Spielstatistik | Strafen: 1× 3×          | Madinat as-Sadis min Uktubar, Gizeh Schiedsrichter: Gubica/Milošević |

| 18. Januar 2021 18:00 Uhr | Frankreich          | 25:24                          | Schweiz                | Madinat as-Sadis min Uktubar, Gizeh Schiedsrichter: Grillo/Lenci |
| 18. Januar 2021 18:00 Uhr | meiste Tore: Mahé 5 | (14:14)                        | meiste Tore: Schmid 10 | Madinat as-Sadis min Uktubar, Gizeh Schiedsrichter: Grillo/Lenci |
| 18. Januar 2021 18:00 Uhr | Strafen: 1× 3×      | Spielbericht \| Spielstatistik | Strafen: 1× 5×         | Madinat as-Sadis min Uktubar, Gizeh Schiedsrichter: Grillo/Lenci |

| 18. Januar 2021 20:30 Uhr | Norwegen               | 38:29                          | Österreich                      | Madinat as-Sadis min Uktubar, Gizeh Schiedsrichter: García/Marín |
| 18. Januar 2021 20:30 Uhr | meiste Tore: Sagosen 9 | (20:17)                        | meiste Tore: Weber, Wagner je 6 | Madinat as-Sadis min Uktubar, Gizeh Schiedsrichter: García/Marín |
| 18. Januar 2021 20:30 Uhr | Strafen: 1× 4×         | Spielbericht \| Spielstatistik | Strafen: 1× 4×                  | Madinat as-Sadis min Uktubar, Gizeh Schiedsrichter: García/Marín |

#### Gruppe F
| Pl. | Land     | Sp. | S | U | N | Tore    | Diff. | Punkte |
| --- | -------- | --- | - | - | - | ------- | ----- | ------ |
| 1.  | Portugal | 3   | 3 | 0 | 0 | 084:620 | +22   | 6      |
| 2.  | Island   | 3   | 2 | 0 | 1 | 093:720 | +21   | 4      |
| 3.  | Algerien | 3   | 1 | 0 | 2 | 067:880 | −21   | 2      |
| 4.  | Marokko  | 3   | 0 | 0 | 3 | 066:880 | −22   | 0      |

| 14. Januar 2021 18:00 Uhr | Algerien            | 24:23                          | Marokko              | Handballhalle in Neue Hauptstadt Ägyptens Schiedsrichter: Hansen/Madsen |
| 14. Januar 2021 18:00 Uhr | meiste Tore: Abdi 7 | (8:15)                         | meiste Tore: Reida 6 | Handballhalle in Neue Hauptstadt Ägyptens Schiedsrichter: Hansen/Madsen |
| 14. Januar 2021 18:00 Uhr | Strafen: 6×         | Spielbericht \| Spielstatistik | Strafen: 1× 9× 3×    | Handballhalle in Neue Hauptstadt Ägyptens Schiedsrichter: Hansen/Madsen |

| 14. Januar 2021 20:30 Uhr | Portugal               | 25:23                          | Island                 | Neue Hauptstadt Ägyptens, Kairo Schiedsrichter: Horáček/Nowotný |
| 14. Januar 2021 20:30 Uhr | meiste Tore: Martins 6 | (11:10)                        | meiste Tore: Elísson 6 | Neue Hauptstadt Ägyptens, Kairo Schiedsrichter: Horáček/Nowotný |
| 14. Januar 2021 20:30 Uhr | Strafen: 2× 3×         | Spielbericht \| Spielstatistik | Strafen: 3× 4×         | Neue Hauptstadt Ägyptens, Kairo Schiedsrichter: Horáček/Nowotný |

| 16. Januar 2021 18:00 Uhr | Marokko                  | 20:33                          | Portugal               | Neue Hauptstadt Ägyptens, Kairo Schiedsrichter: Lah/Sok |
| 16. Januar 2021 18:00 Uhr | meiste Tore: Harchaoui 5 | (12:12)                        | meiste Tore: Portela 9 | Neue Hauptstadt Ägyptens, Kairo Schiedsrichter: Lah/Sok |
| 16. Januar 2021 18:00 Uhr | Strafen: 1× 7×           | Spielbericht \| Spielstatistik | Strafen: 2×            | Neue Hauptstadt Ägyptens, Kairo Schiedsrichter: Lah/Sok |

| 16. Januar 2021 20:30 Uhr | Algerien            | 24:39                          | Island                  | Neue Hauptstadt Ägyptens, Kairo Schiedsrichter: Hansen/Madsen |
| 16. Januar 2021 20:30 Uhr | meiste Tore: Abdi 5 | (10:22)                        | meiste Tore: Elísson 12 | Neue Hauptstadt Ägyptens, Kairo Schiedsrichter: Hansen/Madsen |
| 16. Januar 2021 20:30 Uhr | Strafen: 1× 4× 1×   | Spielbericht \| Spielstatistik | Strafen: 4× 1×          | Neue Hauptstadt Ägyptens, Kairo Schiedsrichter: Hansen/Madsen |

| 18. Januar 2021 18:00 Uhr | Portugal               | 26:19                          | Algerien               | Neue Hauptstadt Ägyptens, Kairo Schiedsrichter: Pavićević/Ražnatović |
| 18. Januar 2021 18:00 Uhr | meiste Tore: Portela 4 | (14:9)                         | meiste Tore: Berkous 7 | Neue Hauptstadt Ägyptens, Kairo Schiedsrichter: Pavićević/Ražnatović |
| 18. Januar 2021 18:00 Uhr | Strafen: 6× 1×         | Spielbericht \| Spielstatistik | Strafen: 1× 4× 1×      | Neue Hauptstadt Ägyptens, Kairo Schiedsrichter: Pavićević/Ražnatović |

| 18. Januar 2021 20:30 Uhr | Island                                      | 31:23                          | Marokko                | Neue Hauptstadt Ägyptens, Kairo Schiedsrichter: Horáček/Nowotný |
| 18. Januar 2021 20:30 Uhr | meiste Tore: Guðmundsson, Kristjánsson je 6 | (15:10)                        | meiste Tore: Zaroili 5 | Neue Hauptstadt Ägyptens, Kairo Schiedsrichter: Horáček/Nowotný |
| 18. Januar 2021 20:30 Uhr | Strafen: 1× 3×                              | Spielbericht \| Spielstatistik | Strafen: 1× 4× 2× 1×   | Neue Hauptstadt Ägyptens, Kairo Schiedsrichter: Horáček/Nowotný |

#### Gruppe G
| Pl. | Land           | Sp. | S | U | N | Tore     | Diff. | Punkte |
| --- | -------------- | --- | - | - | - | -------- | ----- | ------ |
| 1.  | Schweden       | 3   | 3 | 0 | 0 | 097:690  | +28   | 6      |
| 2.  | Ägypten        | 3   | 2 | 0 | 1 | 096:720  | +24   | 4      |
| 3.  | Nordmazedonien | 3   | 1 | 0 | 2 | 071:990  | −28   | 2      |
| 4.  | Chile          | 3   | 0 | 0 | 3 | 084:1080 | −24   | 0      |

| 13. Januar 2021 18:00 Uhr | Ägypten                    | 35:29                          | Chile                         | Cairo Stadium Indoor Halls Complex, Kairo Schiedsrichter: Schulze/Tönnies |
| 13. Januar 2021 18:00 Uhr | meiste Tore: Y. El-Deraa 6 | (18:11)                        | meiste Tore: Er. Feuchtmann 7 | Cairo Stadium Indoor Halls Complex, Kairo Schiedsrichter: Schulze/Tönnies |
| 13. Januar 2021 18:00 Uhr | Strafen: 2× 7×             | Spielbericht \| Spielstatistik | Strafen: 2× 9× 1×             | Cairo Stadium Indoor Halls Complex, Kairo Schiedsrichter: Schulze/Tönnies |

| 14. Januar 2021 20:30 Uhr | Schweden              | 32:20                          | Nordmazedonien         | Cairo Stadium Indoor Halls Complex, Kairo Schiedsrichter: Jørum/Kleven |
| 14. Januar 2021 20:30 Uhr | meiste Tore: Wanne 11 | (16:11)                        | meiste Tore: Lazarov 5 | Cairo Stadium Indoor Halls Complex, Kairo Schiedsrichter: Jørum/Kleven |
| 14. Januar 2021 20:30 Uhr | Strafen: 2× 4×        | Spielbericht \| Spielstatistik | Strafen: 1× 3×         | Cairo Stadium Indoor Halls Complex, Kairo Schiedsrichter: Jørum/Kleven |

| 16. Januar 2021 18:00 Uhr | Ägypten               | 38:19                          | Nordmazedonien                                | Cairo Stadium Indoor Halls Complex, Kairo Schiedsrichter: C. Bonaventura/J. Bonaventura |
| 16. Januar 2021 18:00 Uhr | meiste Tore: Shebib 8 | (20:6)                         | meiste Tore: Lazarov, Markoski, Peševski je 3 | Cairo Stadium Indoor Halls Complex, Kairo Schiedsrichter: C. Bonaventura/J. Bonaventura |
| 16. Januar 2021 18:00 Uhr | Strafen: 2×           | Spielbericht \| Spielstatistik | Strafen: 5× 1×                                | Cairo Stadium Indoor Halls Complex, Kairo Schiedsrichter: C. Bonaventura/J. Bonaventura |

| 16. Januar 2021 20:30 Uhr | Chile                         | 26:41                          | Schweden               | Cairo Stadium Indoor Halls Complex, Kairo Schiedsrichter: Brunner/Salah |
| 16. Januar 2021 20:30 Uhr | meiste Tore: Er. Feuchtmann 7 | (16:20)                        | meiste Tore: Pellas 12 | Cairo Stadium Indoor Halls Complex, Kairo Schiedsrichter: Brunner/Salah |
| 16. Januar 2021 20:30 Uhr | Strafen: 8× 1×                | Spielbericht \| Spielstatistik | Strafen: 1× 4×         | Cairo Stadium Indoor Halls Complex, Kairo Schiedsrichter: Brunner/Salah |

| 18. Januar 2021 15:30 Uhr | Nordmazedonien         | 32:29                          | Chile                                               | Cairo Stadium Indoor Halls Complex, Kairo Schiedsrichter: Gubica/Milošević |
| 18. Januar 2021 15:30 Uhr | meiste Tore: Lazarov 8 | (16:17)                        | meiste Tore: Ceballos, Er. Feuchtmann, Salinas je 7 | Cairo Stadium Indoor Halls Complex, Kairo Schiedsrichter: Gubica/Milošević |
| 18. Januar 2021 15:30 Uhr | Strafen: 6×            | Spielbericht \| Spielstatistik | Strafen: 1× 5×                                      | Cairo Stadium Indoor Halls Complex, Kairo Schiedsrichter: Gubica/Milošević |

| 18. Januar 2021 18:00 Uhr | Schweden               | 24:23                          | Ägypten              | Cairo Stadium Indoor Halls Complex, Kairo Schiedsrichter: Jørum/Kleven |
| 18. Januar 2021 18:00 Uhr | meiste Tore: Persson 8 | (9:12)                         | meiste Tore: Sanad 8 | Cairo Stadium Indoor Halls Complex, Kairo Schiedsrichter: Jørum/Kleven |
| 18. Januar 2021 18:00 Uhr | Strafen: 1× 2×         | Spielbericht \| Spielstatistik | Strafen: 3×          | Cairo Stadium Indoor Halls Complex, Kairo Schiedsrichter: Jørum/Kleven |

#### Gruppe H
| Pl. | Land                                  | Sp. | S | U | N | Tore     | Diff. | Punkte |
| --- | ------------------------------------- | --- | - | - | - | -------- | ----- | ------ |
| 1.  | Team des russischen Handballverbandes | 3   | 2 | 1 | 0 | 093:830  | +10   | 5      |
| 2.  | Slowenien                             | 3   | 2 | 0 | 1 | 0105:850 | +20   | 4      |
| 3.  | Belarus                               | 3   | 1 | 1 | 1 | 089:850  | +4    | 3      |
| 4.  | Südkorea                              | 3   | 0 | 0 | 3 | 079:1130 | −34   | 0      |

| 14. Januar 2021 15:30 Uhr | Belarus                  | 32:32                          | Team des russischen Handballverbandes           | Handballhalle in Borg El Arab Schiedsrichter: Belkhiri/Hamidi |
| 14. Januar 2021 15:30 Uhr | meiste Tore: Wajlupau 10 | (15:15)                        | meiste Tore: Kisseljow, Kossorotow, Soroka je 6 | Handballhalle in Borg El Arab Schiedsrichter: Belkhiri/Hamidi |
| 14. Januar 2021 15:30 Uhr | Strafen: 1× 6×           | Spielbericht \| Spielstatistik | Strafen: 1× 5× 1×                               | Handballhalle in Borg El Arab Schiedsrichter: Belkhiri/Hamidi |

| 14. Januar 2021 18:00 Uhr | Slowenien             | 51:29                          | Südkorea                               | Borg El Arab, Alexandria Schiedsrichter: Raluy/Sabroso |
| 14. Januar 2021 18:00 Uhr | meiste Tore: Gajič 10 | (25:16)                        | meiste Tore: Kim J.-y., Kim J.-h. je 6 | Borg El Arab, Alexandria Schiedsrichter: Raluy/Sabroso |
| 14. Januar 2021 18:00 Uhr | Strafen: 1× 6×        | Spielbericht \| Spielstatistik | Strafen: 2×                            | Borg El Arab, Alexandria Schiedsrichter: Raluy/Sabroso |

| 16. Januar 2021 15:30 Uhr | Belarus                 | 32:24                          | Südkorea                 | Borg El Arab, Alexandria Schiedsrichter: Krichen/Makhlouf |
| 16. Januar 2021 15:30 Uhr | meiste Tore: Wajlupau 8 | (15:9)                         | meiste Tore: Kim J.-y. 8 | Borg El Arab, Alexandria Schiedsrichter: Krichen/Makhlouf |
| 16. Januar 2021 15:30 Uhr | Strafen: 1× 9× 1×       | Spielbericht \| Spielstatistik | Strafen: 3×              | Borg El Arab, Alexandria Schiedsrichter: Krichen/Makhlouf |

| 16. Januar 2021 18:00 Uhr | Team des russischen Handballverbandes | 31:25                          | Slowenien              | Borg El Arab, Alexandria Schiedsrichter: Načevski/Nikolov |
| 16. Januar 2021 18:00 Uhr | meiste Tore: Kisseljow, Soroka je 6   | (16:13)                        | meiste Tore: Dolenec 6 | Borg El Arab, Alexandria Schiedsrichter: Načevski/Nikolov |
| 16. Januar 2021 18:00 Uhr | Strafen: 1× 5×                        | Spielbericht \| Spielstatistik | Strafen: 1× 4×         | Borg El Arab, Alexandria Schiedsrichter: Načevski/Nikolov |

| 18. Januar 2021 15:30 Uhr | Südkorea                 | 26:30                          | Team des russischen Handballverbandes | Borg El Arab, Alexandria Schiedsrichter: Belkhiri/Hamidi |
| 18. Januar 2021 15:30 Uhr | meiste Tore: Kim J.-u. 8 | (15:15)                        | meiste Tore: Kornew, Andrejew je 5    | Borg El Arab, Alexandria Schiedsrichter: Belkhiri/Hamidi |
| 18. Januar 2021 15:30 Uhr | Strafen: 1× 2×           | Spielbericht \| Spielstatistik | Strafen: 2× 5×                        | Borg El Arab, Alexandria Schiedsrichter: Belkhiri/Hamidi |

| 18. Januar 2021 18:00 Uhr | Slowenien           | 29:25                          | Belarus                 | Borg El Arab, Alexandria Schiedsrichter: Raluy/Sabroso |
| 18. Januar 2021 18:00 Uhr | meiste Tore: Janc 8 | (15:15)                        | meiste Tore: Karaljok 7 | Borg El Arab, Alexandria Schiedsrichter: Raluy/Sabroso |
| 18. Januar 2021 18:00 Uhr | Strafen: 1× 5×      | Spielbericht \| Spielstatistik | Strafen: 1× 5×          | Borg El Arab, Alexandria Schiedsrichter: Raluy/Sabroso |

### Hauptrunde
Bei der Hauptrunde wurden die Spiele als Punktspiele ausgetragen. Dabei bekam jede Mannschaft pro Sieg zwei Punkte und bei einem Unentschieden einen Punkt. Es wurden vier Gruppen mit jeweils sechs Mannschaften gebildet. Die Ergebnisse der Mannschaften gegen die Mannschaften, die aus der eigenen Vorrunden-Gruppe mit in die Hauptrunde einziehen, wurden mitgenommen. Die Spiele fanden vom 21. bis zum 25. Januar statt.
Bei Punktgleichheit von zwei oder mehr Mannschaften entschied nach Abschluss der Hauptrunde folgende Kriterien über die Platzierung:
1. höhere Anzahl Punkte in den Direktbegegnungen der punktgleichen Teams;
2. bessere Tordifferenz in den Direktbegegnungen der punktgleichen Teams;
3. höhere Anzahl Tore in den Direktbegegnungen der punktgleichen Teams;
4. bessere Tordifferenz von sämtlichen Spielen;
5. höhere Plustoranzahl sämtlicher Spiele;
6. das Los.

| Farbe | Bedeutung                                          |
| ----- | -------------------------------------------------- |
|       | Mannschaft qualifiziert sich für das Viertelfinale |

#### Gruppe I
| Pl. | Land        | Sp. | S | U | N | Tore      | Diff. | Punkte |
| --- | ----------- | --- | - | - | - | --------- | ----- | ------ |
| 1.  | Spanien     | 5   | 4 | 1 | 0 | 0162:1340 | +28   | 9      |
| 2.  | Ungarn      | 5   | 4 | 0 | 1 | 0160:1310 | +29   | 8      |
| 3.  | Deutschland | 5   | 2 | 1 | 2 | 0153:1220 | +31   | 5      |
| 4.  | Polen       | 5   | 2 | 1 | 2 | 0138:1190 | +19   | 5      |
| 5.  | Brasilien   | 5   | 1 | 1 | 3 | 0136:1390 | −3    | 3      |
| 6.  | Uruguay     | 5   | 0 | 0 | 5 | 088:1920  | −104  | 0      |

| 21. Januar 2021 15:30 Uhr | Uruguay               | 16:30                          | Polen                 | Neue Hauptstadt Ägyptens, Kairo Schiedsrichter: Belkhiri/Hamidi |
| 21. Januar 2021 15:30 Uhr | meiste Tore: Cancio 6 | (9:14)                         | meiste Tore: Moryto 8 | Neue Hauptstadt Ägyptens, Kairo Schiedsrichter: Belkhiri/Hamidi |
| 21. Januar 2021 15:30 Uhr | Strafen: 1×           | Spielbericht \| Spielstatistik | Strafen: 1× 6×        | Neue Hauptstadt Ägyptens, Kairo Schiedsrichter: Belkhiri/Hamidi |

| 21. Januar 2021 18:00 Uhr | Ungarn                 | 29:23                          | Brasilien              | Neue Hauptstadt Ägyptens, Kairo Schiedsrichter: Brunner/Salah |
| 21. Januar 2021 18:00 Uhr | meiste Tore: Bánhidi 5 | (16:11)                        | meiste Tore: Langaro 8 | Neue Hauptstadt Ägyptens, Kairo Schiedsrichter: Brunner/Salah |
| 21. Januar 2021 18:00 Uhr | Strafen: 2× 4×         | Spielbericht \| Spielstatistik | Strafen: 3×            | Neue Hauptstadt Ägyptens, Kairo Schiedsrichter: Brunner/Salah |

| 21. Januar 2021 20:30 Uhr | Spanien                  | 32:28                          | Deutschland              | Neue Hauptstadt Ägyptens, Kairo Schiedsrichter: Gubica/Milošević |
| 21. Januar 2021 20:30 Uhr | meiste Tore: Fernández 6 | (16:13)                        | meiste Tore: Kastening 7 | Neue Hauptstadt Ägyptens, Kairo Schiedsrichter: Gubica/Milošević |
| 21. Januar 2021 20:30 Uhr | Strafen: 1× 3×           | Spielbericht \| Spielstatistik | Strafen: 2× 5× 1×        | Neue Hauptstadt Ägyptens, Kairo Schiedsrichter: Gubica/Milošević |

| 23. Januar 2021 15:30 Uhr | Uruguay               | 23:38                          | Spanien              | Neue Hauptstadt Ägyptens, Kairo Schiedsrichter: Emam/Hedaia |
| 23. Januar 2021 15:30 Uhr | meiste Tore: Cancio 8 | (12:24)                        | meiste Tore: Ariño 8 | Neue Hauptstadt Ägyptens, Kairo Schiedsrichter: Emam/Hedaia |
| 23. Januar 2021 15:30 Uhr | Strafen: 1× 3×        | Spielbericht \| Spielstatistik | Strafen: 1× 5×       | Neue Hauptstadt Ägyptens, Kairo Schiedsrichter: Emam/Hedaia |

| 23. Januar 2021 18:00 Uhr | Polen                | 26:30                          | Ungarn               | Neue Hauptstadt Ägyptens, Kairo Schiedsrichter: Gubica/Milošević |
| 23. Januar 2021 18:00 Uhr | meiste Tore: Sićko 5 | (10:16)                        | meiste Tore: Lékai 8 | Neue Hauptstadt Ägyptens, Kairo Schiedsrichter: Gubica/Milošević |
| 23. Januar 2021 18:00 Uhr | Strafen: 3×          | Spielbericht \| Spielstatistik | Strafen: 1× 3×       | Neue Hauptstadt Ägyptens, Kairo Schiedsrichter: Gubica/Milošević |

| 23. Januar 2021 20:30 Uhr | Deutschland          | 31:24                          | Brasilien             | Neue Hauptstadt Ägyptens, Kairo Schiedsrichter: Jørum/Kleven |
| 23. Januar 2021 20:30 Uhr | meiste Tore: Golla 7 | (16:12)                        | meiste Tore: Moraes 6 | Neue Hauptstadt Ägyptens, Kairo Schiedsrichter: Jørum/Kleven |
| 23. Januar 2021 20:30 Uhr | Strafen: 1× 6×       | Spielbericht \| Spielstatistik | Strafen: 1× 3×        | Neue Hauptstadt Ägyptens, Kairo Schiedsrichter: Jørum/Kleven |

| 25. Januar 2021 15:30 Uhr | Brasilien              | 37:17                          | Uruguay                                     | Neue Hauptstadt Ägyptens, Kairo Schiedsrichter: Krichen/Makhlouf |
| 25. Januar 2021 15:30 Uhr | meiste Tore: Luciano 7 | (18:7)                         | meiste Tore: Chaparro, Vecino, Goyoaga je 3 | Neue Hauptstadt Ägyptens, Kairo Schiedsrichter: Krichen/Makhlouf |
| 25. Januar 2021 15:30 Uhr | Strafen: 1× 2×         | Spielbericht \| Spielstatistik | Strafen: 2×                                 | Neue Hauptstadt Ägyptens, Kairo Schiedsrichter: Krichen/Makhlouf |

| 25. Januar 2021 18:00 Uhr | Spanien             | 36:28                          | Ungarn                          | Neue Hauptstadt Ägyptens, Kairo Schiedsrichter: Načevski/Nikolov |
| 25. Januar 2021 18:00 Uhr | meiste Tore: Solé 8 | (21:14)                        | meiste Tore: Balogh, Győri je 5 | Neue Hauptstadt Ägyptens, Kairo Schiedsrichter: Načevski/Nikolov |
| 25. Januar 2021 18:00 Uhr | Strafen: 1× 5×      | Spielbericht \| Spielstatistik | Strafen: 1× 4×                  | Neue Hauptstadt Ägyptens, Kairo Schiedsrichter: Načevski/Nikolov |

| 25. Januar 2021 20:30 Uhr | Polen                    | 23:23                          | Deutschland                      | Neue Hauptstadt Ägyptens, Kairo Schiedsrichter: Pavićević/Ražnatović |
| 25. Januar 2021 20:30 Uhr | meiste Tore: Krajewski 5 | (12:11)                        | meiste Tore: Weber, Schmidt je 4 | Neue Hauptstadt Ägyptens, Kairo Schiedsrichter: Pavićević/Ražnatović |
| 25. Januar 2021 20:30 Uhr | Strafen: 1× 5×           | Spielbericht \| Spielstatistik | Strafen: 1× 4×                   | Neue Hauptstadt Ägyptens, Kairo Schiedsrichter: Pavićević/Ražnatović |

#### Gruppe II
| Pl. | Land        | Sp. | S | U | N | Tore      | Diff. | Punkte |
| --- | ----------- | --- | - | - | - | --------- | ----- | ------ |
| 1.  | Dänemark    | 5   | 5 | 0 | 0 | 0169:1160 | +53   | 10     |
| 2.  | Katar       | 5   | 3 | 0 | 2 | 0132:1350 | −3    | 6      |
| 3.  | Argentinien | 5   | 3 | 0 | 2 | 0120:1210 | −1    | 6      |
| 4.  | Kroatien    | 5   | 2 | 1 | 2 | 0128:1320 | −4    | 5      |
| 5.  | Japan       | 5   | 1 | 1 | 3 | 0138:1470 | −9    | 3      |
| 6.  | Bahrain     | 5   | 0 | 0 | 5 | 0107:1430 | −36   | 0      |

| 21. Januar 2021 15:30 Uhr | Japan                  | 24:28                          | Argentinien                | Cairo Stadium Indoor Halls Complex, Kairo Schiedsrichter: Kolahdouzan/Mousavian |
| 21. Januar 2021 15:30 Uhr | meiste Tore: Yoshino 6 | (13:17)                        | meiste Tore: F. Pizarro 10 | Cairo Stadium Indoor Halls Complex, Kairo Schiedsrichter: Kolahdouzan/Mousavian |
| 21. Januar 2021 15:30 Uhr | Strafen: 2×            | Spielbericht \| Spielstatistik | Strafen: 3× 2×             | Cairo Stadium Indoor Halls Complex, Kairo Schiedsrichter: Kolahdouzan/Mousavian |

| 21. Januar 2021 18:00 Uhr | Kroatien              | 28:18                          | Bahrain                            | Cairo Stadium Indoor Halls Complex, Kairo Schiedsrichter: C. Bonaventura/J. Bonaventura |
| 21. Januar 2021 18:00 Uhr | meiste Tore: Horvat 8 | (13:8)                         | meiste Tore: Ahmed, al-Sayyad je 6 | Cairo Stadium Indoor Halls Complex, Kairo Schiedsrichter: C. Bonaventura/J. Bonaventura |
| 21. Januar 2021 18:00 Uhr | Strafen: 2×           | Spielbericht \| Spielstatistik | Strafen: 1× 3×                     | Cairo Stadium Indoor Halls Complex, Kairo Schiedsrichter: C. Bonaventura/J. Bonaventura |

| 21. Januar 2021 20:30 Uhr | Dänemark                 | 32:23                          | Katar                 | Cairo Stadium Indoor Halls Complex, Kairo Schiedsrichter: Pavićević/Ražnatović |
| 21. Januar 2021 20:30 Uhr | meiste Tore: M. Hansen 8 | (17:12)                        | meiste Tore: Marzo 12 | Cairo Stadium Indoor Halls Complex, Kairo Schiedsrichter: Pavićević/Ražnatović |
| 21. Januar 2021 20:30 Uhr | Strafen: 4×              | Spielbericht \| Spielstatistik | Strafen: 3× 7×        | Cairo Stadium Indoor Halls Complex, Kairo Schiedsrichter: Pavićević/Ražnatović |

| 23. Januar 2021 15:30 Uhr | Katar                 | 28:23                          | Bahrain              | Cairo Stadium Indoor Halls Complex, Kairo Schiedsrichter: García/Marín |
| 23. Januar 2021 15:30 Uhr | meiste Tore: Capote 9 | (13:14)                        | meiste Tore: Ahmed 5 | Cairo Stadium Indoor Halls Complex, Kairo Schiedsrichter: García/Marín |
| 23. Januar 2021 15:30 Uhr | Strafen: 2×           | Spielbericht \| Spielstatistik | Strafen: 2× 4×       | Cairo Stadium Indoor Halls Complex, Kairo Schiedsrichter: García/Marín |

| 23. Januar 2021 18:00 Uhr | Argentinien               | 23:19                          | Kroatien             | Cairo Stadium Indoor Halls Complex, Kairo Schiedsrichter: Pavićević/Ražnatović |
| 23. Januar 2021 18:00 Uhr | meiste Tore: F. Pizarro 4 | (12:12)                        | meiste Tore: Čupić 7 | Cairo Stadium Indoor Halls Complex, Kairo Schiedsrichter: Pavićević/Ražnatović |
| 23. Januar 2021 18:00 Uhr | Strafen: 1× 5× 1×         | Spielbericht \| Spielstatistik | Strafen: 1× 4×       | Cairo Stadium Indoor Halls Complex, Kairo Schiedsrichter: Pavićević/Ražnatović |

| 23. Januar 2021 20:30 Uhr | Japan                 | 27:34                          | Dänemark                 | Cairo Stadium Indoor Halls Complex, Kairo Schiedsrichter: Načevski/Nikolov |
| 23. Januar 2021 20:30 Uhr | meiste Tore: Agarie 7 | (17:19)                        | meiste Tore: Jakobsen 12 | Cairo Stadium Indoor Halls Complex, Kairo Schiedsrichter: Načevski/Nikolov |
| 23. Januar 2021 20:30 Uhr | Strafen: 1× 5×        | Spielbericht \| Spielstatistik | Strafen: 1× 3× 1×        | Cairo Stadium Indoor Halls Complex, Kairo Schiedsrichter: Načevski/Nikolov |

| 25. Januar 2021 15:30 Uhr | Bahrain                            | 25:29                          | Japan                  | Cairo Stadium Indoor Halls Complex, Kairo Schiedsrichter: C. Bonaventura/J. Bonaventura |
| 25. Januar 2021 15:30 Uhr | meiste Tore: Ahmed, al-Sayyad je 5 | (12:19)                        | meiste Tore: Yoshino 9 | Cairo Stadium Indoor Halls Complex, Kairo Schiedsrichter: C. Bonaventura/J. Bonaventura |
| 25. Januar 2021 15:30 Uhr | Strafen: 1× 5×                     | Spielbericht \| Spielstatistik | Strafen: 2×            | Cairo Stadium Indoor Halls Complex, Kairo Schiedsrichter: C. Bonaventura/J. Bonaventura |

| 25. Januar 2021 18:00 Uhr | Argentinien               | 25:26                          | Katar                | Cairo Stadium Indoor Halls Complex, Kairo Schiedsrichter: Horáček/Nowotný |
| 25. Januar 2021 18:00 Uhr | meiste Tore: F. Pizarro 7 | (13:12)                        | meiste Tore: Marzo 8 | Cairo Stadium Indoor Halls Complex, Kairo Schiedsrichter: Horáček/Nowotný |
| 25. Januar 2021 18:00 Uhr | Strafen: 2× 5×            | Spielbericht \| Spielstatistik | Strafen: 1× 3×       | Cairo Stadium Indoor Halls Complex, Kairo Schiedsrichter: Horáček/Nowotný |

| 25. Januar 2021 20:30 Uhr | Dänemark                | 38:26                          | Kroatien             | Cairo Stadium Indoor Halls Complex, Kairo Schiedsrichter: Raluy/Sabroso |
| 25. Januar 2021 20:30 Uhr | meiste Tore: Jakobsen 8 | (17:15)                        | meiste Tore: Marić 6 | Cairo Stadium Indoor Halls Complex, Kairo Schiedsrichter: Raluy/Sabroso |
| 25. Januar 2021 20:30 Uhr | Strafen: 3×             | Spielbericht \| Spielstatistik | Strafen: 1× 3×       | Cairo Stadium Indoor Halls Complex, Kairo Schiedsrichter: Raluy/Sabroso |

#### Gruppe III
| Pl. | Land       | Sp. | S | U | N | Tore      | Diff. | Punkte |
| --- | ---------- | --- | - | - | - | --------- | ----- | ------ |
| 1.  | Frankreich | 5   | 5 | 0 | 0 | 0142:1230 | +19   | 10     |
| 2.  | Norwegen   | 5   | 4 | 0 | 1 | 0155:1370 | +18   | 8      |
| 3.  | Portugal   | 5   | 3 | 0 | 2 | 0135:1320 | +3    | 6      |
| 4.  | Schweiz    | 5   | 2 | 0 | 3 | 0125:1310 | −6    | 4      |
| 5.  | Island     | 5   | 1 | 0 | 4 | 0139:1320 | +7    | 2      |
| 6.  | Algerien   | 5   | 0 | 0 | 5 | 0116:1570 | −41   | 0      |

| 20. Januar 2021 15:30 Uhr | Schweiz               | 20:18                          | Island                     | Madinat as-Sadis min Uktubar, Gizeh Schiedsrichter: Schulze/Tönnies |
| 20. Januar 2021 15:30 Uhr | meiste Tore: Schmid 6 | (10:9)                         | meiste Tore: Guðmundsson 4 | Madinat as-Sadis min Uktubar, Gizeh Schiedsrichter: Schulze/Tönnies |
| 20. Januar 2021 15:30 Uhr | Strafen: 2× 5×        | Spielbericht \| Spielstatistik | Strafen: 2× 1×             | Madinat as-Sadis min Uktubar, Gizeh Schiedsrichter: Schulze/Tönnies |

| 20. Januar 2021 18:00 Uhr | Frankreich                            | 29:26                          | Algerien               | Madinat as-Sadis min Uktubar, Gizeh Schiedsrichter: Grillo/Lenci |
| 20. Januar 2021 18:00 Uhr | meiste Tore: Mem, Mahé, Fabregas je 4 | (16:14)                        | meiste Tore: Berkous 7 | Madinat as-Sadis min Uktubar, Gizeh Schiedsrichter: Grillo/Lenci |
| 20. Januar 2021 18:00 Uhr | Strafen: 3×                           | Spielbericht \| Spielstatistik | Strafen: 1× 5×         | Madinat as-Sadis min Uktubar, Gizeh Schiedsrichter: Grillo/Lenci |

| 20. Januar 2021 20:30 Uhr | Portugal                           | 28:29                          | Norwegen               | Madinat as-Sadis min Uktubar, Gizeh Schiedsrichter: Raluy/Sabroso |
| 20. Januar 2021 20:30 Uhr | meiste Tore: Portela, Martins je 5 | (14:16)                        | meiste Tore: Sagosen 6 | Madinat as-Sadis min Uktubar, Gizeh Schiedsrichter: Raluy/Sabroso |
| 20. Januar 2021 20:30 Uhr | Strafen: 3× 7× 1×                  | Spielbericht \| Spielstatistik | Strafen: 1× 4×         | Madinat as-Sadis min Uktubar, Gizeh Schiedsrichter: Raluy/Sabroso |

| 22. Januar 2021 15:30 Uhr | Schweiz                | 29:33                          | Portugal                | Madinat as-Sadis min Uktubar, Gizeh Schiedsrichter: García/Marín |
| 22. Januar 2021 15:30 Uhr | meiste Tore: Schmid 11 | (15:17)                        | meiste Tore: Iturriza 7 | Madinat as-Sadis min Uktubar, Gizeh Schiedsrichter: García/Marín |
| 22. Januar 2021 15:30 Uhr | Strafen: 4×            | Spielbericht \| Spielstatistik | Strafen: 1× 3×          | Madinat as-Sadis min Uktubar, Gizeh Schiedsrichter: García/Marín |

| 22. Januar 2021 18:00 Uhr | Island                 | 26:28                          | Frankreich         | Madinat as-Sadis min Uktubar, Gizeh Schiedsrichter: Raluy/Sabroso |
| 22. Januar 2021 18:00 Uhr | meiste Tore: Elísson 8 | (14:16)                        | meiste Tore: Mem 7 | Madinat as-Sadis min Uktubar, Gizeh Schiedsrichter: Raluy/Sabroso |
| 22. Januar 2021 18:00 Uhr | Strafen: 2× 5× 1×      | Spielbericht \| Spielstatistik | Strafen: 5×        | Madinat as-Sadis min Uktubar, Gizeh Schiedsrichter: Raluy/Sabroso |

| 22. Januar 2021 20:30 Uhr | Norwegen             | 36:23                          | Algerien             | Madinat as-Sadis min Uktubar, Gizeh Schiedsrichter: Schulze/Tönnies |
| 22. Januar 2021 20:30 Uhr | meiste Tore: Blonz 7 | (17:11)                        | meiste Tore: Ayoub 7 | Madinat as-Sadis min Uktubar, Gizeh Schiedsrichter: Schulze/Tönnies |
| 22. Januar 2021 20:30 Uhr | Strafen: 2× 3×       | Spielbericht \| Spielstatistik | Strafen: 1× 4× 1×    | Madinat as-Sadis min Uktubar, Gizeh Schiedsrichter: Schulze/Tönnies |

| 24. Januar 2021 15:30 Uhr | Algerien             | 24:27                          | Schweiz               | Madinat as-Sadis min Uktubar, Gizeh Schiedsrichter: Grillo/Lenci |
| 24. Januar 2021 15:30 Uhr | meiste Tore: Ayoub 6 | (13:15)                        | meiste Tore: Schmid 9 | Madinat as-Sadis min Uktubar, Gizeh Schiedsrichter: Grillo/Lenci |
| 24. Januar 2021 15:30 Uhr | Strafen: 1× 4×       | Spielbericht \| Spielstatistik | Strafen: 1× 2×        | Madinat as-Sadis min Uktubar, Gizeh Schiedsrichter: Grillo/Lenci |

| 24. Januar 2021 18:00 Uhr | Island                 | 33:35                          | Norwegen               | Madinat as-Sadis min Uktubar, Gizeh Schiedsrichter: Načevski/Nikolov |
| 24. Januar 2021 18:00 Uhr | meiste Tore: Elísson 6 | (18:18)                        | meiste Tore: Sagosen 8 | Madinat as-Sadis min Uktubar, Gizeh Schiedsrichter: Načevski/Nikolov |
| 24. Januar 2021 18:00 Uhr | Strafen: 2× 8× 1×      | Spielbericht \| Spielstatistik | Strafen: 2× 8×         | Madinat as-Sadis min Uktubar, Gizeh Schiedsrichter: Načevski/Nikolov |

| 24. Januar 2021 20:30 Uhr | Portugal               | 23:32                          | Frankreich            | Madinat as-Sadis min Uktubar, Gizeh Schiedsrichter: Gubica/Milošević |
| 24. Januar 2021 20:30 Uhr | meiste Tore: Martins 6 | (12:16)                        | meiste Tore: Descat 8 | Madinat as-Sadis min Uktubar, Gizeh Schiedsrichter: Gubica/Milošević |
| 24. Januar 2021 20:30 Uhr | Strafen: 2× 4×         | Spielbericht \| Spielstatistik | Strafen: 2×           | Madinat as-Sadis min Uktubar, Gizeh Schiedsrichter: Gubica/Milošević |

#### Gruppe IV
| Pl. | Land                                  | Sp. | S | U | N | Tore      | Diff. | Punkte |
| --- | ------------------------------------- | --- | - | - | - | --------- | ----- | ------ |
| 1.  | Schweden                              | 5   | 3 | 2 | 0 | 0144:1170 | +27   | 8      |
| 2.  | Ägypten                               | 5   | 3 | 1 | 1 | 0149:1170 | +32   | 7      |
| 3.  | Slowenien                             | 5   | 2 | 2 | 1 | 0138:1300 | +8    | 6      |
| 4.  | Team des russischen Handballverbandes | 5   | 2 | 1 | 2 | 0138:1390 | −1    | 5      |
| 5.  | Belarus                               | 5   | 1 | 2 | 2 | 0139:1480 | −9    | 4      |
| 6.  | Nordmazedonien                        | 5   | 0 | 0 | 5 | 0106:1630 | −57   | 0      |

| 20. Januar 2021 15:30 Uhr | Nordmazedonien         | 21:31                          | Slowenien            | Cairo Stadium Indoor Halls Complex, Kairo Schiedsrichter: García/Marín |
| 20. Januar 2021 15:30 Uhr | meiste Tore: Lazarov 5 | (9:13)                         | meiste Tore: Gajič 7 | Cairo Stadium Indoor Halls Complex, Kairo Schiedsrichter: García/Marín |
| 20. Januar 2021 15:30 Uhr | Strafen: 1× 2×         | Spielbericht \| Spielstatistik | Strafen: 1× 2×       | Cairo Stadium Indoor Halls Complex, Kairo Schiedsrichter: García/Marín |

| 20. Januar 2021 18:00 Uhr | Team des russischen Handballverbandes | 23:28                          | Ägypten               | Cairo Stadium Indoor Halls Complex, Kairo Schiedsrichter: Horáček/Nowotný |
| 20. Januar 2021 18:00 Uhr | meiste Tore: Kossorotow 8             | (8:15)                         | meiste Tore: Shebib 7 | Cairo Stadium Indoor Halls Complex, Kairo Schiedsrichter: Horáček/Nowotný |
| 20. Januar 2021 18:00 Uhr | Strafen: 1× 7×                        | Spielbericht \| Spielstatistik | Strafen: 3×           | Cairo Stadium Indoor Halls Complex, Kairo Schiedsrichter: Horáček/Nowotný |

| 20. Januar 2021 20:30 Uhr | Schweden             | 26:26                          | Belarus                             | Cairo Stadium Indoor Halls Complex, Kairo Schiedsrichter: C. Bonaventura/J. Bonaventura |
| 20. Januar 2021 20:30 Uhr | meiste Tore: Wanne 7 | (11:15)                        | meiste Tore: Jurynok, Wajlupau je 6 | Cairo Stadium Indoor Halls Complex, Kairo Schiedsrichter: C. Bonaventura/J. Bonaventura |
| 20. Januar 2021 20:30 Uhr | Strafen: 3×          | Spielbericht \| Spielstatistik | Strafen: 1× 4×                      | Cairo Stadium Indoor Halls Complex, Kairo Schiedsrichter: C. Bonaventura/J. Bonaventura |

| 22. Januar 2021 15:30 Uhr | Nordmazedonien             | 20:32                          | Team des russischen Handballverbandes | Cairo Stadium Indoor Halls Complex, Kairo Schiedsrichter: C. Bonaventura/J. Bonaventura |
| 22. Januar 2021 15:30 Uhr | meiste Tore: Kuzmanovski 6 | (9:19)                         | meiste Tore: Soroka 6                 | Cairo Stadium Indoor Halls Complex, Kairo Schiedsrichter: C. Bonaventura/J. Bonaventura |
| 22. Januar 2021 15:30 Uhr | Strafen: 1× 6×             | Spielbericht \| Spielstatistik | Strafen: 1× 2× 1×                     | Cairo Stadium Indoor Halls Complex, Kairo Schiedsrichter: C. Bonaventura/J. Bonaventura |

| 22. Januar 2021 18:00 Uhr | Ägypten                 | 35:26                          | Belarus                 | Cairo Stadium Indoor Halls Complex, Kairo Schiedsrichter: Načevski/Nikolov |
| 22. Januar 2021 18:00 Uhr | meiste Tore: El-Ahmar 8 | (21:14)                        | meiste Tore: Wajlupau 4 | Cairo Stadium Indoor Halls Complex, Kairo Schiedsrichter: Načevski/Nikolov |
| 22. Januar 2021 18:00 Uhr | Strafen: 1×             | Spielbericht \| Spielstatistik | Strafen: 1× 3×          | Cairo Stadium Indoor Halls Complex, Kairo Schiedsrichter: Načevski/Nikolov |

| 22. Januar 2021 20:30 Uhr | Slowenien            | 28:28                          | Schweden             | Cairo Stadium Indoor Halls Complex, Kairo Schiedsrichter: Horáček/Nowotný |
| 22. Januar 2021 20:30 Uhr | meiste Tore: Gajič 6 | (14:15)                        | meiste Tore: Wanne 7 | Cairo Stadium Indoor Halls Complex, Kairo Schiedsrichter: Horáček/Nowotný |
| 22. Januar 2021 20:30 Uhr | Strafen: 1× 5×       | Spielbericht \| Spielstatistik | Strafen: 2× 8× 1×    | Cairo Stadium Indoor Halls Complex, Kairo Schiedsrichter: Horáček/Nowotný |

| 24. Januar 2021 15:30 Uhr | Belarus                | 30:26                          | Nordmazedonien         | Cairo Stadium Indoor Halls Complex, Kairo Schiedsrichter: Kolahdouzan/Mousavian |
| 24. Januar 2021 15:30 Uhr | meiste Tore: Kulesch 7 | (14:14)                        | meiste Tore: Lazarov 7 | Cairo Stadium Indoor Halls Complex, Kairo Schiedsrichter: Kolahdouzan/Mousavian |
| 24. Januar 2021 15:30 Uhr | Strafen: 2× 3×         | Spielbericht \| Spielstatistik | Strafen: 1×            | Cairo Stadium Indoor Halls Complex, Kairo Schiedsrichter: Kolahdouzan/Mousavian |

| 24. Januar 2021 18:00 Uhr | Slowenien           | 25:25                          | Ägypten              | Cairo Stadium Indoor Halls Complex, Kairo Schiedsrichter: Tönnies/Schulze |
| 24. Januar 2021 18:00 Uhr | meiste Tore: Janc 6 | (12:8)                         | meiste Tore: Sanad 8 | Cairo Stadium Indoor Halls Complex, Kairo Schiedsrichter: Tönnies/Schulze |
| 24. Januar 2021 18:00 Uhr | Strafen: 2× 6×      | Spielbericht \| Spielstatistik | Strafen: 2×          | Cairo Stadium Indoor Halls Complex, Kairo Schiedsrichter: Tönnies/Schulze |

| 24. Januar 2021 20:30 Uhr | Team des russischen Handballverbandes | 20:34                          | Schweden              | Cairo Stadium Indoor Halls Complex, Kairo Schiedsrichter: García/Marín |
| 24. Januar 2021 20:30 Uhr | meiste Tore: Kotow 5                  | (8:17)                         | meiste Tore: Pellas 8 | Cairo Stadium Indoor Halls Complex, Kairo Schiedsrichter: García/Marín |
| 24. Januar 2021 20:30 Uhr | Strafen: 1× 5× 1×                     | Spielbericht \| Spielstatistik | Strafen: 1× 5×        | Cairo Stadium Indoor Halls Complex, Kairo Schiedsrichter: García/Marín |

### Finalrunde
Ab der Finalrunde wurden die Spiele im K.-o.-System ausgetragen. Im Falle eines Unentschiedens nach regulärer Spielzeit wurde eine Verlängerung mit zweimal fünf Minuten durchgeführt. Gab es nach der ersten Verlängerung weiterhin ein Unentschieden, wurde eine zweite Verlängerung mit zweimal fünf Minuten gespielt. Wenn es nach Ende der zweiten Verlängerung weiterhin keinen Sieger gab, wurde das Spiel durch Siebenmeterwerfen entschieden.
| Viertelfinale | Viertelfinale | Viertelfinale |    |            | Halbfinale | Halbfinale | Halbfinale |                  |                  | Finale           | Finale | Finale |
|               |               |               |    |            |            |            |            |                  |                  |                  |        |        |
| B1            | Spanien       | 31            |    |            |            |            |            |                  |                  |                  |        |        |
| E2            | Norwegen      | 26            |    |            |            |            |            |                  |                  |                  |        |        |
|               |               |               | B1 | Spanien    | 33         |            |            |                  |                  |                  |        |        |
|               |               |               |    | D1         | Dänemark   | 35         |            |                  |                  |                  |        |        |
| D1            | Dänemark      | 139S          |    |            |            |            |            |                  |                  |                  |        |        |
| G2            | Ägypten       | 38            |    |            |            |            | Endspiel   | Endspiel         | Endspiel         |                  |        |        |
|               |               |               | D1 | Dänemark   | 26         |            |            |                  |                  |                  |        |        |
|               |               |               |    | G1         | Schweden   | 24         |            |                  |                  |                  |        |        |
| E1            | Frankreich    | 135V          |    |            |            |            |            |                  |                  |                  |        |        |
| A1            | Ungarn        | 32            |    |            |            |            |            |                  |                  |                  |        |        |
|               |               |               | E1 | Frankreich | 26         |            |            |                  |                  |                  |        |        |
|               |               |               |    | G1         | Schweden   | 32         |            | Spiel um Platz 3 | Spiel um Platz 3 | Spiel um Platz 3 |        |        |
| G1            | Schweden      | 35            |    |            |            | B1         | Spanien    | 35               |                  |                  |        |        |
| C2            | Katar         | 23            |    |            |            |            | E1         | Frankreich       | 29               |                  |        |        |
|               |               |               |    |            |            |            |            |                  |                  |                  |        |        |

V Sieg nach Verlängerung
S Sieg nach Siebenmeterwerfen

#### Viertelfinale
| 27. Januar 2021 17:30 Uhr | Dänemark               | 39:38 n. S.                        | Ägypten              | Cairo Stadium Indoor Halls Complex, Kairo Schiedsrichter: Gubica/Milošević |
| 27. Januar 2021 17:30 Uhr | meiste Tore: Hansen 10 | (16:13), (28:28), (34:34), (35:35) | meiste Tore: Omar 11 | Cairo Stadium Indoor Halls Complex, Kairo Schiedsrichter: Gubica/Milošević |
| 27. Januar 2021 17:30 Uhr | Strafen: 1× 3× 1×      | Spielbericht \| Spielstatistik     | Strafen: 5× 1×       | Cairo Stadium Indoor Halls Complex, Kairo Schiedsrichter: Gubica/Milošević |

| 27. Januar 2021 20:30 Uhr | Frankreich            | 35:32 n. V.                    | Ungarn                 | Madinat as-Sadis min Uktubar, Gizeh Schiedsrichter: García/Marín |
| 27. Januar 2021 20:30 Uhr | meiste Tore: Guigou 6 | (12:14), (30:30)               | meiste Tore: Bánhidi 6 | Madinat as-Sadis min Uktubar, Gizeh Schiedsrichter: García/Marín |
| 27. Januar 2021 20:30 Uhr | Strafen: 2× 4×        | Spielbericht \| Spielstatistik | Strafen: 2× 3×         | Madinat as-Sadis min Uktubar, Gizeh Schiedsrichter: García/Marín |

| 27. Januar 2021 20:30 Uhr | Schweden                          | 35:23                          | Katar                | Cairo Stadium Indoor Halls Complex, Kairo Schiedsrichter: C. Bonaventura/J. Bonaventura |
| 27. Januar 2021 20:30 Uhr | meiste Tore: Pellas, Chrintz je 8 | (14:10)                        | meiste Tore: Marzo 5 | Cairo Stadium Indoor Halls Complex, Kairo Schiedsrichter: C. Bonaventura/J. Bonaventura |
| 27. Januar 2021 20:30 Uhr | Strafen: 3×                       | Spielbericht \| Spielstatistik | Strafen: 3×          | Cairo Stadium Indoor Halls Complex, Kairo Schiedsrichter: C. Bonaventura/J. Bonaventura |

| 27. Januar 2021 20:30 Uhr | Spanien                      | 31:26                          | Norwegen              | Neue Hauptstadt Ägyptens, Kairo Schiedsrichter: Načevski/Nikolov |
| 27. Januar 2021 20:30 Uhr | meiste Tore: A. Dujshebaev 8 | (21:15)                        | meiste Tore: Jøndal 6 | Neue Hauptstadt Ägyptens, Kairo Schiedsrichter: Načevski/Nikolov |
| 27. Januar 2021 20:30 Uhr | Strafen: 1× 3×               | Spielbericht \| Spielstatistik | Strafen: 1× 3×        | Neue Hauptstadt Ägyptens, Kairo Schiedsrichter: Načevski/Nikolov |

#### Halbfinale
| 29. Januar 2021 17:30 Uhr | Frankreich            | 26:32                          | Schweden              | Cairo Stadium Indoor Halls Complex, Kairo Schiedsrichter: Schulze/Tönnies |
| 29. Januar 2021 17:30 Uhr | meiste Tore: Descat 5 | (13:16)                        | meiste Tore: Wanne 11 | Cairo Stadium Indoor Halls Complex, Kairo Schiedsrichter: Schulze/Tönnies |
| 29. Januar 2021 17:30 Uhr | Strafen: 4× 1×        | Spielbericht \| Spielstatistik | Strafen: 2× 4×        | Cairo Stadium Indoor Halls Complex, Kairo Schiedsrichter: Schulze/Tönnies |

| 29. Januar 2021 20:30 Uhr | Spanien                      | 33:35                          | Dänemark               | Cairo Stadium Indoor Halls Complex, Kairo Schiedsrichter: Horáček/Novotný |
| 29. Januar 2021 20:30 Uhr | meiste Tore: D. Dujshebaev 7 | (16:18)                        | meiste Tore: Hansen 12 | Cairo Stadium Indoor Halls Complex, Kairo Schiedsrichter: Horáček/Novotný |
| 29. Januar 2021 20:30 Uhr | Strafen: 1× 3×               | Spielbericht \| Spielstatistik | Strafen: 2× 3× 1×      | Cairo Stadium Indoor Halls Complex, Kairo Schiedsrichter: Horáček/Novotný |

#### Spiel um Platz 3
| 31. Januar 2021 14:30 Uhr | Spanien                      | 35:29                          | Frankreich            | Cairo Stadium Indoor Halls Complex, Kairo Schiedsrichter: Gubica/Milošević |
| 31. Januar 2021 14:30 Uhr | meiste Tore: A. Dujshebaev 8 | (16:13)                        | meiste Tore: Descat 7 | Cairo Stadium Indoor Halls Complex, Kairo Schiedsrichter: Gubica/Milošević |
| 31. Januar 2021 14:30 Uhr | Strafen: 1×                  | Spielbericht \| Spielstatistik | Strafen: 2× 1×        | Cairo Stadium Indoor Halls Complex, Kairo Schiedsrichter: Gubica/Milošević |

#### Finale
| 31. Januar 2021 17:30 Uhr | Dänemark              | 26:24                          | Schweden             | Cairo Stadium Indoor Halls Complex, Kairo Schiedsrichter: Raluy/Sabroso |
| 31. Januar 2021 17:30 Uhr | meiste Tore: Hansen 7 | (13:13)                        | meiste Tore: Wanne 5 | Cairo Stadium Indoor Halls Complex, Kairo Schiedsrichter: Raluy/Sabroso |
| 31. Januar 2021 17:30 Uhr | Strafen: 4×           | Spielbericht \| Spielstatistik | Strafen: 2×          | Cairo Stadium Indoor Halls Complex, Kairo Schiedsrichter: Raluy/Sabroso |

### President’s Cup
Beim President’s Cup spielten die viertplatzierten Mannschaften der Vorrundengruppen A bis H um die Plätze 25 bis 32. Die Spiele fanden vom 20. Januar bis zum 27. Januar 2021 statt. Der President’s Cup lief in zwei Phasen ab.

#### Platzierungsrunde
Die erste Phase war die Platzierungsrunde. In dieser Runde wurde ermittelt, welche Mannschaft um welchen Platz in den Platzierungsspielen spielt. Dazu wurden zwei Gruppen aus jeweils vier Mannschaften gebildet, die gegeneinander spielten. Auch hier gab es zwei Punkte pro Sieg und einen Punkt bei einem Unentschieden.

##### Gruppe I
| Pl. | Land                         | Sp. | S | U | N | Tore    | Diff. | Punkte |
| --- | ---------------------------- | --- | - | - | - | ------- | ----- | ------ |
| 1.  | Tunesien                     | 3   | 3 | 0 | 0 | 082:510 | +31   | 6      |
| 2.  | Demokratische Republik Kongo | 3   | 2 | 0 | 1 | 064:690 | −5    | 4      |
| 3.  | Angola                       | 3   | 1 | 0 | 2 | 070:660 | +4    | 2      |
| 4.  | Kap Verde 7                  | 3   | 0 | 0 | 3 | 00:300  | −30   | 0      |

| 21. Januar 2021 15:30 Uhr | Kap Verde  | 0:10 | Tunesien | Madinat as-Sadis min Uktubar, Gizeh |
| 21. Januar 2021 15:30 Uhr | (gewertet) |      |          | Madinat as-Sadis min Uktubar, Gizeh |
| 21. Januar 2021 15:30 Uhr |            |      |          | Madinat as-Sadis min Uktubar, Gizeh |

| 21. Januar 2021 18:00 Uhr | Angola                  | 31:32                          | Demokratische Republik Kongo | Madinat as-Sadis min Uktubar, Gizeh Schiedsrichter: Emam/Hedaia |
| 21. Januar 2021 18:00 Uhr | meiste Tore: Ferreira 8 | (15:13)                        | meiste Tore: Kiangebeni 8    | Madinat as-Sadis min Uktubar, Gizeh Schiedsrichter: Emam/Hedaia |
| 21. Januar 2021 18:00 Uhr | Strafen: 1× 2× 1×       | Spielbericht \| Spielstatistik | Strafen: 1× 5×               | Madinat as-Sadis min Uktubar, Gizeh Schiedsrichter: Emam/Hedaia |

| 23. Januar 2021 15:30 Uhr | Kap Verde  | 0:10 | Angola | Madinat as-Sadis min Uktubar, Gizeh |
| 23. Januar 2021 15:30 Uhr | (gewertet) |      |        | Madinat as-Sadis min Uktubar, Gizeh |
| 23. Januar 2021 15:30 Uhr |            |      |        | Madinat as-Sadis min Uktubar, Gizeh |

| 23. Januar 2021 18:00 Uhr | Tunesien             | 38:22                          | Demokratische Republik Kongo | Madinat as-Sadis min Uktubar, Gizeh Schiedsrichter: Grillo/Lenci |
| 23. Januar 2021 18:00 Uhr | meiste Tore: Toumi 7 | (17:13)                        | meiste Tore: Mvumbi 5        | Madinat as-Sadis min Uktubar, Gizeh Schiedsrichter: Grillo/Lenci |
| 23. Januar 2021 18:00 Uhr | Strafen: 4×          | Spielbericht \| Spielstatistik | Strafen: 2×                  | Madinat as-Sadis min Uktubar, Gizeh Schiedsrichter: Grillo/Lenci |

| 25. Januar 2021 15:30 Uhr | Demokratische Republik Kongo | 10:0 | Kap Verde | Madinat as-Sadis min Uktubar, Gizeh |
| 25. Januar 2021 15:30 Uhr | (gewertet)                   |      |           | Madinat as-Sadis min Uktubar, Gizeh |
| 25. Januar 2021 15:30 Uhr |                              |      |           | Madinat as-Sadis min Uktubar, Gizeh |

| 25. Januar 2021 18:00 Uhr | Tunesien             | 34:29                          | Angola                         | Madinat as-Sadis min Uktubar, Gizeh Schiedsrichter: Kolahdouzan/Mousavian |
| 25. Januar 2021 18:00 Uhr | meiste Tore: Rzig 12 | (14:13)                        | meiste Tore: Hebo , Lopes je 7 | Madinat as-Sadis min Uktubar, Gizeh Schiedsrichter: Kolahdouzan/Mousavian |
| 25. Januar 2021 18:00 Uhr | Strafen: 1× 8×       | Spielbericht \| Spielstatistik | Strafen: 1× 3× 1×              | Madinat as-Sadis min Uktubar, Gizeh Schiedsrichter: Kolahdouzan/Mousavian |

##### Gruppe II
| Pl. | Land       | Sp. | S | U | N | Tore     | Diff. | Punkte |
| --- | ---------- | --- | - | - | - | -------- | ----- | ------ |
| 1.  | Österreich | 3   | 3 | 0 | 0 | 0105:820 | +23   | 6      |
| 2.  | Chile      | 3   | 2 | 0 | 1 | 0103:830 | +20   | 4      |
| 3.  | Marokko    | 3   | 1 | 0 | 2 | 071:890  | −18   | 2      |
| 4.  | Südkorea   | 3   | 0 | 0 | 3 | 087:1120 | −25   | 0      |

| 20. Januar 2021 15:30 Uhr | Chile                   | 44:33                          | Südkorea                 | Neue Hauptstadt Ägyptens, Kairo Schiedsrichter: Belkhiri/Hamidi |
| 20. Januar 2021 15:30 Uhr | meiste Tore: Salinas 12 | (24:17)                        | meiste Tore: Kim J.-y. 8 | Neue Hauptstadt Ägyptens, Kairo Schiedsrichter: Belkhiri/Hamidi |
| 20. Januar 2021 15:30 Uhr | Strafen: 2× 4×          | Spielbericht \| Spielstatistik | Strafen: 5×              | Neue Hauptstadt Ägyptens, Kairo Schiedsrichter: Belkhiri/Hamidi |

| 20. Januar 2021 18:00 Uhr | Österreich             | 36:22                          | Marokko                 | Neue Hauptstadt Ägyptens, Kairo Schiedsrichter: Brunner/Salah |
| 20. Januar 2021 18:00 Uhr | meiste Tore: Frimmel 9 | (17:14)                        | meiste Tore: Rezzouki 7 | Neue Hauptstadt Ägyptens, Kairo Schiedsrichter: Brunner/Salah |
| 20. Januar 2021 18:00 Uhr | Strafen: 2× 5×         | Spielbericht \| Spielstatistik | Strafen: 4×             | Neue Hauptstadt Ägyptens, Kairo Schiedsrichter: Brunner/Salah |

| 22. Januar 2021 15:30 Uhr | Marokko                | 32:25                         | Südkorea                 | Neue Hauptstadt Ägyptens, Kairo Schiedsrichter: Jørum/Kleven |
| 22. Januar 2021 15:30 Uhr | meiste Tore: Fougani 7 | (15:14)                       | meiste Tore: Kim J.-y. 9 | Neue Hauptstadt Ägyptens, Kairo Schiedsrichter: Jørum/Kleven |
| 22. Januar 2021 15:30 Uhr | Strafen: 2× 5× 1×      | Spielbericht\| Spielstatistik | Strafen: 4×              | Neue Hauptstadt Ägyptens, Kairo Schiedsrichter: Jørum/Kleven |

| 22. Januar 2021 18:00 Uhr | Österreich             | 33:31                          | Chile                         | Neue Hauptstadt Ägyptens, Kairo Schiedsrichter: Brunner/Salah |
| 22. Januar 2021 18:00 Uhr | meiste Tore: Frimmel 8 | (14:15)                        | meiste Tore: Er. Feuchtmann 9 | Neue Hauptstadt Ägyptens, Kairo Schiedsrichter: Brunner/Salah |
| 22. Januar 2021 18:00 Uhr | Strafen: 1× 8×         | Spielbericht \| Spielstatistik | Strafen: 1× 7× 1×             | Neue Hauptstadt Ägyptens, Kairo Schiedsrichter: Brunner/Salah |

| 24. Januar 2021 15:30 Uhr | Marokko                  | 17:28                          | Chile                  | Neue Hauptstadt Ägyptens, Kairo Schiedsrichter: Pavićević/Ražnatović |
| 24. Januar 2021 15:30 Uhr | meiste Tore: Harchaoui 6 | (12:14)                        | meiste Tore: Salinas 7 | Neue Hauptstadt Ägyptens, Kairo Schiedsrichter: Pavićević/Ražnatović |
| 24. Januar 2021 15:30 Uhr | Strafen: 2× 6×           | Spielbericht \| Spielstatistik | Strafen: 4×            | Neue Hauptstadt Ägyptens, Kairo Schiedsrichter: Pavićević/Ražnatović |

| 24. Januar 2021 18:00 Uhr | Südkorea                                | 29:36                          | Österreich                | Neue Hauptstadt Ägyptens, Kairo Schiedsrichter: Emam/Hedaia |
| 24. Januar 2021 18:00 Uhr | meiste Tore: Kim J.-y., Kang J.-g. je 4 | (14:18)                        | meiste Tore: Pratschner 9 | Neue Hauptstadt Ägyptens, Kairo Schiedsrichter: Emam/Hedaia |
| 24. Januar 2021 18:00 Uhr | Strafen: 1×                             | Spielbericht \| Spielstatistik | Strafen: 2× 3×            | Neue Hauptstadt Ägyptens, Kairo Schiedsrichter: Emam/Hedaia |

#### Platzierungsspiele (Plätze 25 bis 32)
Die zweite Phase waren die Platzierungsspiele. Nachdem die jeweiligen Mannschaften für die Spiele um Platz 25, 27, 29 und 31 ermittelt wurden, musste anschließend durch die jeweiligen Platzierungsspiele der Sieger ermittelt werden, der den besseren Platz vom jeweiligen Platzierungsspiel erhält. Die Platzierungsspiele wurden als Entscheidungsspiele ausgetragen. Im Falle eines Unentschiedens nach regulärer Spielzeit wurde die Partie ohne Verlängerung direkt durch Siebenmeterwerfen entschieden.

##### Spiel um Platz 31
| 27. Januar 2021 | Kap Verde  | 0:10 7 | Südkorea | Madinat as-Sadis min Uktubar, Gizeh |
| 27. Januar 2021 | (gewertet) |        |          | Madinat as-Sadis min Uktubar, Gizeh |
| 27. Januar 2021 |            |        |          | Madinat as-Sadis min Uktubar, Gizeh |

##### Spiel um Platz 29
| 27. Januar 2021 17:30 Uhr | Angola                           | 29:30 n. S.                    | Marokko                  | Madinat as-Sadis min Uktubar, Gizeh Schiedsrichter: Belkhiri/Hamidi |
| 27. Januar 2021 17:30 Uhr | meiste Tore: Hebo, Ferreira je 6 | (14:13), (27:27)               | meiste Tore: Rezzouki 12 | Madinat as-Sadis min Uktubar, Gizeh Schiedsrichter: Belkhiri/Hamidi |
| 27. Januar 2021 17:30 Uhr | Strafen: 5×                      | Spielbericht \| Spielstatistik | Strafen: 3× 4×           | Madinat as-Sadis min Uktubar, Gizeh Schiedsrichter: Belkhiri/Hamidi |

##### Spiel um Platz 27
| 27. Januar 2021 15:00 Uhr | Demokratische Republik Kongo | 30:35                          | Chile                                             | Neue Hauptstadt Ägyptens, Kairo Schiedsrichter: Krichen/Makhlouf |
| 27. Januar 2021 15:00 Uhr | meiste Tore: Ouedraogo 8     | (13:18)                        | meiste Tore: Ayala, Ceballos, Er. Feuchtmann je 6 | Neue Hauptstadt Ägyptens, Kairo Schiedsrichter: Krichen/Makhlouf |
| 27. Januar 2021 15:00 Uhr | Strafen: 3×                  | Spielbericht \| Spielstatistik | Strafen: 1×                                       | Neue Hauptstadt Ägyptens, Kairo Schiedsrichter: Krichen/Makhlouf |

##### Spiel um Platz 25
| 27. Januar 2021 17:30 Uhr | Tunesien             | 37:33                          | Österreich                     | Neue Hauptstadt Ägyptens, Kairo Schiedsrichter: Grillo/Lenci |
| 27. Januar 2021 17:30 Uhr | meiste Tore: Sanai 8 | (19:16)                        | meiste Tore: Frimmel, Wagner 7 | Neue Hauptstadt Ägyptens, Kairo Schiedsrichter: Grillo/Lenci |
| 27. Januar 2021 17:30 Uhr | Strafen: 2× 4×       | Spielbericht \| Spielstatistik | Strafen: 2× 3×                 | Neue Hauptstadt Ägyptens, Kairo Schiedsrichter: Grillo/Lenci |

## Abschlussplatzierungen
| Rang   | Team                                  | Sp. | S | U | N | Tore    | Diff. | Pkt. |
| ------ | ------------------------------------- | --- | - | - | - | ------- | ----- | ---- |
| Gold   | Dänemark                              | 9   | 9 | 0 | 0 | 308:230 | +78   | 18   |
| Silber | Schweden                              | 9   | 6 | 2 | 1 | 276:218 | +58   | 14   |
| Bronze | Spanien                               | 9   | 7 | 1 | 1 | 297:254 | +43   | 15   |
| 04.    | Frankreich                            | 9   | 7 | 0 | 2 | 267:250 | +17   | 14   |
|        |                                       |     |   |   |   |         |       |      |
| 05.    | Ungarn                                | 7   | 5 | 0 | 2 | 226:193 | +33   | 10   |
| 06.    | Norwegen                              | 7   | 5 | 0 | 2 | 219:197 | +22   | 10   |
| 07.    | Ägypten                               | 7   | 4 | 1 | 2 | 222:185 | +37   | 9    |
| 08.    | Katar                                 | 7   | 4 | 0 | 3 | 185:195 | −10   | 8    |
|        |                                       |     |   |   |   |         |       |      |
| 09.    | Slowenien                             | 6   | 3 | 2 | 1 | 189:159 | +30   | 8    |
| 10.    | Portugal                              | 6   | 4 | 0 | 2 | 168:152 | +16   | 8    |
| 11.    | Argentinien                           | 6   | 4 | 0 | 2 | 148:143 | +5    | 8    |
| 12.    | Deutschland                           | 6 1 | 3 | 1 | 2 | 163:122 | +41   | 7    |
| 13.    | Polen                                 | 6   | 3 | 1 | 2 | 168:147 | +21   | 7    |
| 14.    | Team des russischen Handballverbandes | 6   | 3 | 1 | 2 | 168:165 | +3    | 7    |
| 15.    | Kroatien                              | 6   | 3 | 1 | 2 | 156:152 | +4    | 7    |
| 16.    | Schweiz                               | 6   | 3 | 0 | 3 | 153:156 | −3    | 6    |
| 17.    | Belarus                               | 6   | 2 | 2 | 2 | 171:172 | −1    | 6    |
| 18.    | Brasilien                             | 6   | 1 | 2 | 3 | 168:171 | −3    | 4    |
| 19.    | Japan                                 | 6   | 2 | 1 | 3 | 168:176 | −8    | 5    |
| 20.    | Island                                | 6   | 2 | 0 | 4 | 170:155 | +15   | 4    |
| 21.    | Bahrain                               | 6   | 1 | 0 | 5 | 141:170 | −29   | 2    |
| 22.    | Algerien                              | 6   | 1 | 0 | 5 | 140:180 | −40   | 2    |
| 23.    | Nordmazedonien                        | 6   | 1 | 0 | 5 | 138:192 | −54   | 2    |
| 24.    | Uruguay                               | 6 1 | 1 | 0 | 5 | 98:192  | −94   | 2    |
|        |                                       |     |   |   |   |         |       |      |
| 25.    | Tunesien                              | 7 1 | 4 | 1 | 2 | 209:182 | +27   | 9    |
| 26.    | Österreich                            | 7   | 3 | 0 | 4 | 220:220 | ±0    | 6    |
| 27.    | Chile                                 | 7   | 3 | 0 | 4 | 222:221 | +1    | 6    |
| 28.    | Demokratische Republik Kongo          | 7 1 | 2 | 0 | 5 | 162:205 | −43   | 4    |
| 29.    | Marokko                               | 7   | 2 | 0 | 5 | 167:206 | −39   | 4    |
| 30.    | Angola                                | 7 1 | 1 | 0 | 6 | 173:184 | −11   | 2    |
| 31.    | Südkorea                              | 7 1 | 1 | 0 | 6 | 176:225 | −49   | 2    |
| 32.    | Kap Verde                             | 7 2 | 0 | 0 | 7 | 27:94   | −67   | 0    |

- Der erste Platz berechtigt zur Teilnahme an der Weltmeisterschaft 2023 in Polen und Schweden.
- Da es keine Platzierungsspiele für die Plätze 5 bis 8 gibt, werden die Verlierer der Viertelfinals wie folgt platziert:

1. Platzierungen der Hauptrunde;
2. Stehen noch zwei oder mehr Mannschaften auf dem gleichen Platz, entscheiden die unten stehenden Berechnungskriterien.

- Die drittplatzierten Mannschaften der vier Hauptrundengruppen werden auf die Plätze 9 bis 12 gesetzt, die viertplatzierten Mannschaften auf die Plätze 13 bis 16, die fünftplatzierten auf die Plätze 17 bis 20 und die sechstplatzierten auf die Plätze 21 bis 24. Die Ermittlung dieser Plätze erfolgt gemäß der folgenden Berechnungskriterien:

1. Punktzahl aus der Hauptrunde;
2. Bei Punktgleichheit entscheidet die bessere Tordifferenz aus der Hauptrunde;
3. Bei Punktgleichheit und identischer Tordifferenz entscheidet die höhere Anzahl erzielter Tore aus der Hauptrunde;
4. Sind die Teams nach diesen Kriterien immer noch gleich auf, entscheidet die Punktzahl aus der Vorrunde, gefolgt von der besseren Tordifferenz der Vorrunde und dann die höhere Anzahl erzielter Tore aus der Vorrunde;
5. Ist eine Platzierung gemäß vorstehender Kriterien immer noch nicht möglich, entscheidet das Los über die Reihenfolge der Platzierung.

## Schiedsrichter
Für die Handball-Weltmeisterschaft 2021 wurden von der International Handball Federation folgende Schiedsrichterpaare eingesetzt:
| Land           | Name                  | Spiele |
| -------------- | --------------------- | --- |
| Ägypten        | Alaa Emam             | Vorrunde, Gruppe A: Ungarn – Kap Verde Vorrunde, Gruppe A: Kap Verde – Deutschland (Spiel abgesagt) President’s Cup, Gruppe I: Angola – Demokratische Republik Kongo Hauptrunde, Gruppe I: Uruguay – Spanien President’s Cup, Gruppe II: Südkorea – Österreich |
| Ägypten        | Hossam Hedaia         | Vorrunde, Gruppe A: Ungarn – Kap Verde Vorrunde, Gruppe A: Kap Verde – Deutschland (Spiel abgesagt) President’s Cup, Gruppe I: Angola – Demokratische Republik Kongo Hauptrunde, Gruppe I: Uruguay – Spanien President’s Cup, Gruppe II: Südkorea – Österreich |
| Algerien       | Yousef Belkhiri       | Vorrunde, Gruppe H: Belarus – Team des russischen Handballverbandes Vorrunde, Gruppe C: Angola – Kroatien Vorrunde, Gruppe H: Südkorea – Team des russischen Handballverbandes President’s Cup, Gruppe II: Chile – Südkorea Hauptrunde, Gruppe I: Uruguay – Polen President’s Cup, Platz 29: Angola – Marokko                                                                                               |
| Algerien       | Sid Ali Hamidi        | Vorrunde, Gruppe H: Belarus – Team des russischen Handballverbandes Vorrunde, Gruppe C: Angola – Kroatien Vorrunde, Gruppe H: Südkorea – Team des russischen Handballverbandes President’s Cup, Gruppe II: Chile – Südkorea Hauptrunde, Gruppe I: Uruguay – Polen President’s Cup, Platz 29: Angola – Marokko                                                                                               |
| Argentinien    | Julián López Grillo   | Vorrunde, Gruppe A: Deutschland – Uruguay Vorrunde, Gruppe E: Österreich – Frankreich Vorrunde, Gruppe E: Frankreich – Schweiz Hauptrunde, Gruppe III: Frankreich – Algerien President’s Cup, Gruppe I: Tunesien – Demokratische Republik Kongo Hauptrunde, Gruppe III: Algerien – Schweiz President’s Cup, Platz 25: Tunesien – Österreich                                                                 |
| Argentinien    | Sebastián Lenci       | Vorrunde, Gruppe A: Deutschland – Uruguay Vorrunde, Gruppe E: Österreich – Frankreich Vorrunde, Gruppe E: Frankreich – Schweiz Hauptrunde, Gruppe III: Frankreich – Algerien President’s Cup, Gruppe I: Tunesien – Demokratische Republik Kongo Hauptrunde, Gruppe III: Algerien – Schweiz President’s Cup, Platz 25: Tunesien – Österreich                                                                 |
| Dänemark       | Mads Hansen           | Vorrunde, Gruppe F: Algerien – Marokko Vorrunde, Gruppe F: Algerien – Island Vorrunde, Gruppe B: Tunesien – Brasilien Vorrunde, Gruppe B: Spanien – Tunesien |
| Dänemark       | Jesper Madsen         | Vorrunde, Gruppe F: Algerien – Marokko Vorrunde, Gruppe F: Algerien – Island Vorrunde, Gruppe B: Tunesien – Brasilien Vorrunde, Gruppe B: Spanien – Tunesien |
| Deutschland    | Robert Schulze        | Vorrunde, Gruppe G: Ägypten – Chile Vorrunde, Gruppe D: Argentinien – Bahrain Hauptrunde, Gruppe III: Schweiz – Island Hauptrunde, Gruppe III: Norwegen – Algerien Hauptrunde, Gruppe IV: Slowenien – Ägypten Finalrunde, Halbfinale: Frankreich – Schweden |
| Deutschland    | Tobias Tönnies        | Vorrunde, Gruppe G: Ägypten – Chile Vorrunde, Gruppe D: Argentinien – Bahrain Hauptrunde, Gruppe III: Schweiz – Island Hauptrunde, Gruppe III: Norwegen – Algerien Hauptrunde, Gruppe IV: Slowenien – Ägypten Finalrunde, Halbfinale: Frankreich – Schweden |
| Frankreich     | Charlotte Bonaventura | Vorrunde, Gruppe D: Argentinien – Demokratische Republik Kongo Vorrunde, Gruppe G: Ägypten – Nordmazedonien Vorrunde, Gruppe D: Dänemark – Argentinien Hauptrunde, Gruppe IV: Schweden – Belarus Hauptrunde, Gruppe II: Kroatien – Bahrain Hauptrunde, Gruppe IV: Nordmazedonien – Team des russischen Handballverbandes Hauptrunde, Gruppe II: Bahrain – Japan Finalrunde, Viertelfinale: Schweden – Katar |
| Frankreich     | Julie Bonaventura     | Vorrunde, Gruppe D: Argentinien – Demokratische Republik Kongo Vorrunde, Gruppe G: Ägypten – Nordmazedonien Vorrunde, Gruppe D: Dänemark – Argentinien Hauptrunde, Gruppe IV: Schweden – Belarus Hauptrunde, Gruppe II: Kroatien – Bahrain Hauptrunde, Gruppe IV: Nordmazedonien – Team des russischen Handballverbandes Hauptrunde, Gruppe II: Bahrain – Japan Finalrunde, Viertelfinale: Schweden – Katar |
| Iran           | Majid Kolahdouzan     | Vorrunde, Gruppe E: Österreich – Schweiz Vorrunde, Gruppe A: Ungarn – Uruguay Vorrunde, Gruppe A: Uruguay – Kap Verde (Spiel abgesagt) Hauptrunde, Gruppe II: Japan – Argentinien Hauptrunde, Gruppe IV: Belarus – Nordmazedonien President’s Cup, Gruppe I: Tunesien - Angola |
| Iran           | Alireza Mousavian     | Vorrunde, Gruppe E: Österreich – Schweiz Vorrunde, Gruppe A: Ungarn – Uruguay Vorrunde, Gruppe A: Uruguay – Kap Verde (Spiel abgesagt) Hauptrunde, Gruppe II: Japan – Argentinien Hauptrunde, Gruppe IV: Belarus – Nordmazedonien President’s Cup, Gruppe I: Tunesien - Angola |
| Kroatien       | Matija Gubica         | Vorrunde, Gruppe E: Schweiz – Norwegen Vorrunde, Gruppe G: Nordmazedonien – Chile Vorrunde, Gruppe A: Deutschland – Ungarn Hauptrunde, Gruppe I: Spanien – Deutschland Hauptrunde, Gruppe I: Polen – Ungarn Hauptrunde, Gruppe III: Portugal – Frankreich Finalrunde, Viertelfinale: Dänemark – Ägypten Finalrunde, Platz 3: Spanien – Frankreich                                                           |
| Kroatien       | Boris Milošević       | Vorrunde, Gruppe E: Schweiz – Norwegen Vorrunde, Gruppe G: Nordmazedonien – Chile Vorrunde, Gruppe A: Deutschland – Ungarn Hauptrunde, Gruppe I: Spanien – Deutschland Hauptrunde, Gruppe I: Polen – Ungarn Hauptrunde, Gruppe III: Portugal – Frankreich Finalrunde, Viertelfinale: Dänemark – Ägypten Finalrunde, Platz 3: Spanien – Frankreich                                                           |
| Montenegro     | Ivan Pavićević        | Vorrunde, Gruppe B: Spanien – Brasilien Vorrunde, Gruppe F: Portugal – Algerien Vorrunde, Gruppe B: Brasilien – Polen Hauptrunde, Gruppe II: Dänemark – Katar Hauptrunde, Gruppe II: Argentinien – Kroatien President’s Cup, Gruppe II: Marokko – Chile Hauptrunde, Gruppe I: Polen - Deutschland |
| Montenegro     | Miloš Ražnatović      | Vorrunde, Gruppe B: Spanien – Brasilien Vorrunde, Gruppe F: Portugal – Algerien Vorrunde, Gruppe B: Brasilien – Polen Hauptrunde, Gruppe II: Dänemark – Katar Hauptrunde, Gruppe II: Argentinien – Kroatien President’s Cup, Gruppe II: Marokko – Chile Hauptrunde, Gruppe I: Polen - Deutschland |
| Nordmazedonien | Gjorgji Načevski      | Vorrunde, Gruppe B: Tunesien – Polen Vorrunde, Gruppe H: Team des russischen Handballverbandes – Slowenien Vorrunde, Gruppe C: Kroatien – Katar Hauptrunde, Gruppe IV: Ägypten – Belarus Hauptrunde, Gruppe II: Japan – Dänemark Hauptrunde, Gruppe III: Island – Norwegen Hauptrunde, Gruppe I: Spanien - Ungarn Finalrunde, Viertelfinale: Spanien - Norwegen                                             |
| Nordmazedonien | Slave Nikolov         | Vorrunde, Gruppe B: Tunesien – Polen Vorrunde, Gruppe H: Team des russischen Handballverbandes – Slowenien Vorrunde, Gruppe C: Kroatien – Katar Hauptrunde, Gruppe IV: Ägypten – Belarus Hauptrunde, Gruppe II: Japan – Dänemark Hauptrunde, Gruppe III: Island – Norwegen Hauptrunde, Gruppe I: Spanien - Ungarn Finalrunde, Viertelfinale: Spanien - Norwegen                                             |
| Norwegen       | Håvard Kleven         | Vorrunde, Gruppe G: Schweden – Nordmazedonien Vorrunde, Gruppe G: Schweden – Ägypten Vorrunde, Gruppe D: Bahrain – Demokratische Republik Kongo President’s Cup, Gruppe II: Marokko – Südkorea Hauptrunde, Gruppe I: Deutschland – Brasilien |
| Norwegen       | Lars Jørum            | Vorrunde, Gruppe G: Schweden – Nordmazedonien Vorrunde, Gruppe G: Schweden – Ägypten Vorrunde, Gruppe D: Bahrain – Demokratische Republik Kongo President’s Cup, Gruppe II: Marokko – Südkorea Hauptrunde, Gruppe I: Deutschland – Brasilien |
| Portugal       | Duarte Santos         | Vorrunde, Gruppe C: Katar – Angola |
| Portugal       | Ricardo Fonseca       | Vorrunde, Gruppe C: Katar – Angola |
| Schweiz        | Arthur Brunner        | Vorrunde, Gruppe D: Dänemark – Bahrain Vorrunde, Gruppe G: Chile – Schweden Vorrunde, Gruppe D: Demokratische Republik Kongo – Dänemark President’s Cup, Gruppe II: Österreich – Marokko Hauptrunde, Gruppe I: Ungarn – Brasilien President’s Cup, Gruppe II: Österreich – Chile |
| Schweiz        | Morad Salah           | Vorrunde, Gruppe D: Dänemark – Bahrain Vorrunde, Gruppe G: Chile – Schweden Vorrunde, Gruppe D: Demokratische Republik Kongo – Dänemark President’s Cup, Gruppe II: Österreich – Marokko Hauptrunde, Gruppe I: Ungarn – Brasilien President’s Cup, Gruppe II: Österreich – Chile |
| Slowenien      | Bojan Lah             | Vorrunde, Gruppe F: Marokko – Portugal |
| Slowenien      | David Sok             | Vorrunde, Gruppe F: Marokko – Portugal |
| Spanien        | Ignacio García        | Vorrunde, Gruppe E: Norwegen – Frankreich Vorrunde, Gruppe E: Norwegen – Österreich Hauptrunde, Gruppe IV: Nordmazedonien – Slowenien Hauptrunde, Gruppe III: Schweiz – Portugal Hauptrunde, Gruppe II: Katar – Bahrain Hauptrunde, Gruppe IV: Team des russischen Handballverbandes – Schweden Finalrunde, Viertelfinale: Frankreich – Ungarn                                                              |
| Spanien        | Andreu Marín          | Vorrunde, Gruppe E: Norwegen – Frankreich Vorrunde, Gruppe E: Norwegen – Österreich Hauptrunde, Gruppe IV: Nordmazedonien – Slowenien Hauptrunde, Gruppe III: Schweiz – Portugal Hauptrunde, Gruppe II: Katar – Bahrain Hauptrunde, Gruppe IV: Team des russischen Handballverbandes – Schweden Finalrunde, Viertelfinale: Frankreich – Ungarn                                                              |
| Spanien        | Óscar Raluy           | Vorrunde, Gruppe H: Slowenien – Südkorea Vorrunde, Gruppe C: Katar – Japan Vorrunde, Gruppe H: Slowenien – Belarus Hauptrunde, Gruppe III: Portugal – Norwegen Hauptrunde, Gruppe III: Island – Frankreich Hauptrunde, Gruppe II: Dänemark - Kroatien Finalrunde, Finale: Dänemark - Schweden |
| Spanien        | Ángel Sabroso         | Vorrunde, Gruppe H: Slowenien – Südkorea Vorrunde, Gruppe C: Katar – Japan Vorrunde, Gruppe H: Slowenien – Belarus Hauptrunde, Gruppe III: Portugal – Norwegen Hauptrunde, Gruppe III: Island – Frankreich Hauptrunde, Gruppe II: Dänemark - Kroatien Finalrunde, Finale: Dänemark - Schweden |
| Tschechien     | Václav Horáček        | Vorrunde, Gruppe F: Portugal – Island Vorrunde, Gruppe B: Polen – Spanien Vorrunde, Gruppe F: Island – Marokko Hauptrunde, Gruppe IV: Team des russischen Handballverbandes – Ägypten Hauptrunde, Gruppe IV: Slowenien – Schweden Hauptrunde, Gruppe II: Argentinien - Katar Finalrunde, Halbfinale: Spanien – Dänemark                                                                                     |
| Tschechien     | Jiří Novotný          | Vorrunde, Gruppe F: Portugal – Island Vorrunde, Gruppe B: Polen – Spanien Vorrunde, Gruppe F: Island – Marokko Hauptrunde, Gruppe IV: Team des russischen Handballverbandes – Ägypten Hauptrunde, Gruppe IV: Slowenien – Schweden Hauptrunde, Gruppe II: Argentinien - Katar Finalrunde, Halbfinale: Spanien – Dänemark                                                                                     |
| Tunesien       | Samir Krichen         | Vorrunde, Gruppe C: Kroatien – Japan Vorrunde, Gruppe H: Belarus – Südkorea Vorrunde, Gruppe C: Japan – Angola Hauptrunde, Gruppe I: Brasilien - Uruguay President’s Cup, Platz 27: Demokratische Republik Kongo – Chile |
| Tunesien       | Samir Makhlouf        | Vorrunde, Gruppe C: Kroatien – Japan Vorrunde, Gruppe H: Belarus – Südkorea Vorrunde, Gruppe C: Japan – Angola Hauptrunde, Gruppe I: Brasilien - Uruguay President’s Cup, Platz 27: Demokratische Republik Kongo – Chile |

## Auszeichnungen
- Bester Spieler (Most Valuable Player, MVP): Mikkel Hansen

### All-Star-Team
| Hampus Wanne |               | Ludovic Fabregas |                | Ferrán Solé |
|              | Mikkel Hansen |                  | Mathias Gidsel |             |
|              |               | Jim Gottfridsson |                |             |
|              |               | Andreas Palicka  |                |             |

## Statistiken

### Torschützenliste
| Platz                                     | Spieler                | Team        | Tore | Würfe | Quote | 7-m-Tore | 7-m-Würfe | Spiele |
| ----------------------------------------- | ---------------------- | ----------- | ---- | ----- | ----- | -------- | --------- | ------ |
| 1.                                        | Frankis Carol Marzo    | Katar       | 58   | 96    | 60 %  |          |           | 7      |
| 2.                                        | Sander Sagosen         | Norwegen    | 54   | 83    | 65 %  | 22       | 25        | 7      |
| 3.                                        | Hampus Wanne           | Schweden    | 53   | 71    | 75 %  | 19       | 23        | 9      |
| 4.                                        | Erwin Feuchtmann Pérez | Chile       | 49   | 78    | 63 %  | 8        | 11        | 7      |
| 5.                                        | Mikkel Hansen          | Dänemark    | 48   | 69    | 70 %  | 14       | 17        | 7      |
| 6.                                        | Andy Schmid            | Schweiz     | 44   | 80    | 55 %  | 14       | 15        | 6      |
| 7.                                        | Mohamed Darmoul        | Tunesien    | 40   | 49    | 82 %  |          |           | 6      |
| 8.                                        | Mathias Gidsel         | Dänemark    | 39   | 47    | 81 %  |          |           | 9      |
| 8.                                        | Rodrigo Salinas Muñoz  | Chile       | 39   | 59    | 66 %  | 5        | 8         | 6      |
| 8.                                        | Kim Jin-young          | Südkorea    | 39   | 72    | 54 %  | 7        | 8         | 6      |
| …                                         |                        |             |      |       |       |          |           |        |
| 24.                                       | Robert Weber           | Österreich  | 32   | 47    | 68 %  | 17       | 21        | 7      |
| …                                         |                        |             |      |       |       |          |           |        |
| 81.                                       | Marcel Schiller        | Deutschland | 21   | 28    | 75 %  | 12       | 15        | 5      |
| Stand: 31. Januar 2021 (Quelle: IHF.info) |                        |             |      |       |       |          |           |        |

### Team-Fair-Play
| Platz | Team                                  | Spiele | Disqualifikation | Disqualifikation | Disqualifikation |    |    | Punkte 1 | Punkte 1 |
| Platz | Team                                  | Spiele |                  |                  | 3× =             |    |    | Punkte 1 | Punkte 1 |
| Platz | Team                                  | Spiele | Punkte / Spiel   | gesamt           | 3× =             |    |    |          |          |
| --- | ------------------------------------- | ------ | ---------------- | ---------------- | ---------------- | -- | -- | -------- | -------- |
| 1. | Kap Verde 2                           | 7      |                  |                  |                  | 4  | 1  | 1,3      | 9        |
| 2. | Uruguay 3                             | 6      |                  |                  |                  | 10 | 2  | 3,7      | 22       |
| 3. | Südkorea 3                            | 7      |                  |                  |                  | 17 | 2  | 5,1      | 36       |
| 4. | Demokratische Republik Kongo 3        | 7      |                  |                  |                  | 19 | 5  | 6,1      | 43       |
| 5. | Japan                                 | 6      |                  |                  |                  | 16 | 7  | 6,5      | 39       |
| 6. | Spanien                               | 9      |                  |                  |                  | 31 | 7  | 7,7      | 69       |
| 7. | Brasilien                             | 6      |                  |                  |                  | 22 | 4  | 8,0      | 48       |
| 8. | Katar                                 | 7      |                  |                  |                  | 26 | 6  | 8,3      | 58       |
| 9. | Kroatien                              | 6      |                  |                  |                  | 22 | 9  | 8,8      | 53       |
| 10. | Ägypten                               | 7      |                  | 1                |                  | 23 | 2  | 9,0      | 63       |
| 11. | Frankreich                            | 9      |                  | 1                |                  | 31 | 10 | 9,7      | 87       |
| 11. | Norwegen                              | 7      |                  |                  |                  | 30 | 8  | 9,7      | 68       |
| 11. | Schweiz                               | 6      |                  |                  |                  | 26 | 6  | 9,7      | 58       |
| 11. | Schweden                              | 9      |                  |                  | 1                | 36 | 11 | 9,7      | 87       |
| 11. | Tunesien 3                            | 7      |                  |                  |                  | 30 | 8  | 9,7      | 68       |
| 16. | Deutschland 3                         | 6      |                  |                  | 1                | 26 | 4  | 10,0     | 60       |
| 17. | Dänemark                              | 9      |                  | 1                | 2                | 29 | 10 | 10,1     | 91       |
| 18. | Slowenien                             | 6      |                  |                  |                  | 28 | 7  | 10,5     | 63       |
| 19. | Ungarn                                | 7      |                  |                  | 1                | 30 | 10 | 10,6     | 74       |
| 20. | Nordmazedonien                        | 6      |                  | 1                |                  | 23 | 4  | 10,8     | 65       |
| 21. | Polen                                 | 6      |                  |                  |                  | 25 | 5  | 11,0     | 55       |
| 21. | Portugal                              | 6      |                  |                  | 2                | 25 | 8  | 11,0     | 66       |
| 23. | Bahrain                               | 6      |                  |                  |                  | 29 | 9  | 11,2     | 67       |
| 24. | Österreich                            | 7      |                  |                  | 1                | 33 | 9  | 11,3     | 79       |
| 25. | Argentinien                           | 6      |                  | 1                | 1                | 23 | 11 | 12,7     | 76       |
| 26. | Belarus                               | 6      |                  | 1                |                  | 30 | 7  | 13,7     | 82       |
| 27. | Angola 3                              | 7      |                  | 3                | 1                | 25 | 2  | 14,4     | 101      |
| 28. | Team des russischen Handballverbandes | 6      |                  | 1                | 2                | 29 | 7  | 14,7     | 88       |
| 29. | Algerien                              | 6      |                  | 2                | 1                | 27 | 5  | 15,5     | 93       |
| 30. | Chile                                 | 7      | 1                |                  | 2                | 38 | 7  | 16,6     | 116      |
| 31. | Island                                | 6      |                  | 2                | 2                | 26 | 10 | 16,7     | 100      |
| 32. | Marokko                               | 7      | 1                | 4                | 2                | 39 | 10 | 25,9     | 181      |
| 1 Der Rang wird per Durchschnitt „Punkte/Spiel“ ermittelt. Die Punktesumme setzt sich wie folgt zusammen: Für jede : 1 Punkt, Für jede : 2 Punkte, für jede durch 3× : 4 Punkte, für jede direkte : 15 Punkte und für jede : 25 Punkte.                                                                           |                                       |        |                  |                  |                  |    |    |          |          |
| 2 Von den sieben Spielen hat die Mannschaft der Kapverden nur eines tatsächlich ausgetragen, da das Team durch COVID-19-Fälle nicht mehr antreten konnte. Die anderen sechs auch einfließenden Spiele wurden kampflos 0:10 gewertet; die offizielle IHF-Statistik ist daher hier nicht aussagefähig.              |                                       |        |                  |                  |                  |    |    |          |          |
| 3 Die Mannschaft hat ein Spiel weniger tatsächlich ausgetragen als hier aufgeführt. Das Spiel gegen die Kapverden wurde kampflos 10:0 gewertet, da die Mannschaft der Kapverden aufgrund mehrerer COVID-19-Fälle nicht mehr antreten konnte; die offizielle IHF-Statistik ist daher hier nicht voll aussagefähig. |                                       |        |                  |                  |                  |    |    |          |          |
| Stand: 31. Januar 2021 (Quelle: IHF.info) |                                       |        |                  |                  |                  |    |    |          |          |

## Aufgebote

### Medaillengewinner
| Dänemark | Schweden | Spanien |
| Niklas Landin Jacobsen Kevin Møller Emil Nielsen Magnus Landin Jacobsen Magnus Bramming Emil Manfeldt Jakobsen Anders Zachariassen Magnus Saugstrup Lasse Svan Henrik Møllgaard Jensen Mads Mensah Larsen Mikkel Hansen Morten Olsen Jóhan á Plógv Hansen Lasse Bredekjær Andersson Nikolaj Øris Nielsen Jacob Holm Mathias Gidsel Simon Hald Jensen Nikolaj Læsø | Andreas Palicka Mikael Aggefors Jonathan Carlsbogård Max Darj Alfred Jönsson Daniel Pettersson Hampus Wanne Fredric Pettersson Felix Claar Lucas Pellas Albin Lagergren Jim Gottfridsson Linus Persson Oskar Sunnefeldt Jonathan Edvardsson Valter Chrintz Anton Lindskog Lukas Sandell Oscar Bergendahl | Gonzalo Pérez de Vargas Rodrigo Corrales Sergey Hernández Jorge Maqueda Ángel Fernández Pérez Raúl Entrerríos Alex Dujshebaev Daniel Sarmiento Ferrán Solé Iosu Goñi Adrià Figueras Joan Cañellas Viran Morros Aleix Gómez Aitor Ariño Gedeón Guardiola Rubén Marchán Daniel Dujshebaev |
| Nikolaj Bredahl Jacobsen (Trainer) | Glenn Solberg (Trainer) | Jordi Ribera (Trainer) |

### 12. Platz: Deutschland
| - Johannes Bitter (TVB Stuttgart) - Fabian Böhm (TSV Hannover-Burgdorf) - Paul Drux (Füchse Berlin) - Sebastian Firnhaber (HC Erlangen) - Uwe Gensheimer (Rhein-Neckar Löwen) - Johannes Golla (SG Flensburg-Handewitt) - Patrick Groetzki 2 (Rhein-Neckar Löwen) | - Kai Häfner (MT Melsungen) - Silvio Heinevetter (MT Melsungen) - Timo Kastening (MT Melsungen) - Juri Knorr (GWD Minden) - Julius Kühn (MT Melsungen) - Antonio Metzner (HC Erlangen) - Marian Michalczik (Füchse Berlin) | - Moritz Preuss (SC Magdeburg) - Tobias Reichmann 1 (MT Melsungen) - Marcel Schiller (Frisch Auf Göppingen) - David Schmidt (Bergischer HC) - Lukas Stutzke (Bergischer HC) - Philipp Weber (SC DHfK Leipzig) - Andreas Wolff ( PGE Vive Kielce) |

Trainer:  Alfreð Gíslason

## Übertragungsrechte

### Deutschland
Im Dezember 2018 wurde bekannt, dass 7Sports, die Sportrechteagentur von ProSiebenSat.1 Media, die exklusiven Rechte für jegliche Übertragungsart an allen Spielen der Weltmeisterschaft 2021 von dem Rechtehalter Lagardère Sports gesichert hat. Ausgenommen sind die Rechte für das frei empfangbare Fernsehen an Spielen mit deutscher Beteiligung, die zuvor von ARDs und ZDFs Sportrechteagentur SportA gesichert wurde.
Wegen der COVID-19-Pandemie schickte die ARD kein Team nach Ägypten. Das ZDF sendete ein kleines Reporter-Team vor Ort. Während die Spiele im Ersten aus dem Studio in Köln begleitet wurden, moderierte und kommentierte das ZDF die Spiele aus dem Studio in Mainz.
Die DOSB New Media erwarb von 7Sports für die Streaming-Plattform Sportdeutschland.TV und ihren Ableger Handball-Deutschland.TV Sublizenzen an die Übertragung aller Spiele im Web-TV- und Streamingbereich. Alle Spiele konnten dort entweder nach dem Pay-per-View- oder Abonnement-Prinzip kostenpflichtig live gestreamt werden.
Eurosport sicherte sich ebenfalls von 7Sports die Free-TV-Rechte von bis zu 15 Spielen ohne deutsche Beteiligung. Davon sind jeweils fünf Spiele aus der Vor- und Hauptrunde. Da die deutsche Nationalmannschaft nicht die Finalrunde erreicht hat, übertrug Eurosport 1 von da an als einziger Free-TV-Sender zwei Viertelfinal- und beide Halbfinalspiele sowie das Finale.
| Anzahl der Spielübertragungen | 2 Spiele (davon 1 Vorrunde und 1 Hauptrunde) | 3 Spiele (davon 1 Vorrunde und 2 Hauptrunde) | 15 Spiele                   | 102 Spiele                             |
| Moderatoren                   | Alexander Bommes                             | Yorck Polus                                  |                             |                                        |
| Kommentatoren                 | Florian Naß                                  | Christoph Hamm                               | Uwe Semrau und Sascha Staat | Uwe Semrau, Tobias Schimon und weitere |
| Experten                      | Dominik Klein                                | Sven-Sören Christophersen und Markus Baur    | Pascal Hens und Maik Thiele | Maik Thiele                            |
| Vor-Ort-Reporter              |                                              | Lena Kesting und Lars Ruthemann              |                             |                                        |

Neben den Live-Übertragungsrechten umfassten ebenfalls die Vereinbarungen für ARD und ZDF die Fernseh- und Hörfunkberichterstattung bzw. für Eurosport die Onlineberichterstattung aller Spiele der Weltmeisterschaft sowie für Sportdeutschland.TV und Handball-Deutschland.TV das Video-on-Demand-Angebot zum Streamen aller Spiele in voller Länge nach der Live-Übertragung.

### Österreich
In Österreich wurde die Handball-WM live im Free-TV gezeigt. Dabei übertrug der Sender ORF die Gruppenspiele der österreichischen Nationalmannschaft. Die Spiele der Mannschaft im Presidents Cup übertrug ORF Sport +. ORF Sport + übertrug außerdem das 1. und 2. Viertelfinale, beide Halbfinal-Spiele und das Finalspiel.

### Übersicht
| Land               | Logo                | Sender                            |
| ------------------ | ------------------- | --------------------------------- |
| Deutschland        |                     | ARD                               |
| Deutschland        | ZDF                 |                                   |
| Deutschland        | Eurosport           |                                   |
| Deutschland        | Sportdeutschland.TV |                                   |
| Frankreich         |                     | beIN Sports                       |
| Frankreich         | RMC (Radio)         |                                   |
| Norwegen           |                     | Nordic Entertainment Group        |
| Schweden           |                     | Nordic Entertainment Group        |
| Schweden           |                     | Radiosporten (Radio)              |
| Ägypten            |                     | OnTime Sports                     |
| Österreich         |                     | ORF                               |
| Belarus            |                     | Belarus 5                         |
| Kroatien           |                     | RTL 2 (Radio)                     |
| Slowenien          |                     | Radiotelevizija Slovenija (Radio) |
| Dänemark           |                     | DR1 (TV & Radio)                  |
| Portugal           |                     | RTP (Radio)                       |
| Island             |                     | RÚV                               |
| Schweiz            |                     | TV24                              |
| Vereinigte Staaten |                     | ESPN+                             |
| Länder ohne Lizenz |                     | YouTube                           |

Quelle: